# المجر
المَجَر أو هنغاريا أو مَجَرِسْتَان أو أرض الأُغْر أو أرض أنكرية (بالمجرية: Magyarország) هي دولة غير ساحلية تقع في حوض الكاربات في وسط أوروبا. تحدها شمالاً سلوفاكيا ويبلغ طول الحدود حوالي 515 كم، وتحد أوكرانيا بـ 103 كم في الشمال الشرقي، وتحد رومانيا بـ 443 كم من الشرق، ومن الجنوب تحد كرواتيا بـ 329 كم صربيا وسلوفينيا بـ 102 كم، كما تحد النمسا بـ 336 كم من الغرب.
المجر هي دولة غير ساحلية لا تملك منفذًا على البحر، وتحيط بها اليابسة من كل الجهات. تغطي الأراضي المجرية مساحة 93,030 كم²، وتتأثر بمناخ قاري، مما يجعلها تحل في المرتبة 109 الأكبر مساحة في العالم. طبيعة المجر تتكون بشكل عام من سهول منبسطة إلى سهول منحدرة من حوض الكاربات، مع وجود هضاب وجبال منخفضة في الشمال على طول الحدود السلوفاكية. حسب إحصاء عام 2025 فإن عدد سكان المجر حوالي 9,584,627 نسمة. فتحل المجر في المرتبة 95 الأكثر تعدادًا سكانيًا في العالم.
تعاقبت العديد من الدول والممالك على الأراضي المعروفة اليوم باسم المجر مثل القلط والرومان، وحتى بودابست عاصمة المجر كانت مستوطنة قلطية، كما أصبحت عاصمة ومركزاً للمحافظة الرومانية المعروفة باسم بانونيا السفلى (Lower Pannonia). ويعود تاريخ ظهور المجر بهذا الاسم يعود إلى العصور الوسطى المبكرة، عندما استوطن المجريون حوض بانونيا، وهم شعب يعود أصله إلى وسط وشمال ما يسمى الآن روسيا الاتحادية.
استمرت مملكة المجر لما يقارب 946 سنة، وكانت تعدّ واحدة من المراكز الثقافية في العالم الغربي عند نقاط مختلفة. وبعد 150 عاما من السيطرة العثمانية للمجر التي ابتدأت من سنة 1541 إلى سنة 1699، ضُمًّت المجر إلى إمبراطورية هابسبرغ (Habsburg Empire). ثم تشكلت دولة ضمت المجر والنمسا وقد عرفت باسم الإمبراطورية النمساوية المجرية، وكانت من القوى العظمى في العالم حتى نهاية الحرب العالمية الأولى، حيث خسرت المجر 70% من أراضيها، بالإضافة إلى ثلث سكانها الذين ينتمون إلى العرقية المجرية، وذلك ضمن معاهدة تريانون التي عاقبت المجر على دورها في الحرب العالمية الأولى. وقد انتقلت المجر بعد الحرب إلى الحقبة الشيوعية التي استمرت بين عامي 1947 و1989.
بعد سقوط الشيوعية عام 1989 تحولت المجر إلى جمهورية ديمقراطية علمانية دستوريًا. وقوة اقتصادية ذات دخل مرتفع. وهي عضو في الناتو والاتحاد الأوروبي.

## أصل التسمية والرموز

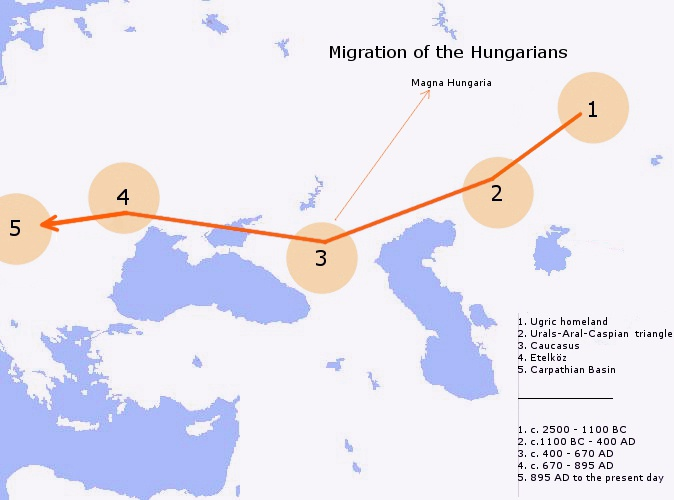
خريطة تُظْهِر هجرة المجريين الأوائل من شمال آسيا شرقاً إلى حوض الكاربات غرباً

من المرجح أن يكون الحرف "H" في اسم Hungary مشتقًا من ارتباطات تاريخية مع قبائل الهون، الذين استوطنوا المجر قبل آفار أوراسيا.[بحاجة لمصدر] بقية الكلمة تأتي من الشكل اللاتيني Oungroi (Οὔγγροι. اليوناني مستعارًا من السلافونية الكنسية القديمة ągrinŭ، وهو بدوره مستعار من التركية الأغورية الأونوغر ('عشر [قبائل] الأوغوريين'). الأونوغر كان الاسم الجماعي للقبائل التي انضمت لاحقًا إلى اتحاد القبائل بلغار (شعب تركي) الذي حكم الأجزاء الشرقية من المجر بعد الآفار. يتفق بيتر بنجامين غولدن أيضًا مع اقتراح أرباد بيرتا بأن الاسم مشتق من لغة الخزر ongar (oŋ "يمين"، oŋar- "جعل شيء أفضل، تصحيحه"، oŋgar- "جعل شيء أفضل، تصحيحه"، oŋaru "نحو اليمين") ويعني "الجناح الأيمن". يشير هذا إلى فكرة أن اتحاد المجر قبل الفتح شكل "الجناح الأيمن" (= الجناح الغربي) للقوات العسكرية الخزرية.

### العلم
يتألف علم المجر المعتمد في 1 أكتوبر 1957 من ثلاثة ألوان أفقية من الأعلى للأسفل هي الأحمر القرمزي والأبيض والأخضر الداكن ويتشابه العلم المجري مع 4 فقط من أعلام دول ومناطق العالم على رأسها علم إيران وعلم طاجيكستان وعلم كردستان العراق وعلم صوماليلاند.

علم المجر

أمة المجر نشأت من حركة التحرر الوطني من قبل عام 1848، والتي بلغت ذروتها في الثورة المجرية فإن الثورة ليست فقط في المعارضة ضد النظام الملكي ولكن أيضاً للملكية الهابسبورغية فضلاً عن تشكيل جمهورية مستقلة، ووفقاً لذلك فإن العلم المجري يضم عنصر الألوان الثلاثة، الذي يستند على علم فرنسا انعكاساً لأفكار الثورة الفرنسية، في حين الأحمر القرمزي والأبيض والأخضر الداكن هي الألوان المستمدة من شعار النبالة المجري التاريخي، الذي ظل أساساً في نفس الشكل منذ منتصف القرن الخامس عشر مع استثناء بعض الاختلافات الطفيفة وتم تنظيمه من الأسلحة التي ظهرت للمرة الأولى في وقت متأخر خلال القرن الثاني عشر وأوائل القرن الثالث عشر كما أحضان سلالة أرباد، السلالة المتأسسة في البلاد.
الشرائط أفقية بدلاً من العمودية لمنع الالتباس مع علم إيطاليا والذي أيضاً قد صمم بعد علم فرنسا، ووفقاً لبيانات أخرى فإن النموذج الأخير للتريكولور المجري قد استخدم بالفعل من عام 1608 عند تتويج ماتياس الثاني ملك المجر.
فولكلور الفترة الرومانسية ينسب الألوان إلى الفضائل: الأحمر للقوة والأبيض للإخلاص والأخضر للأمل وبدلاً من ذلك، فالأحمر للدماء التي سالت من أجل الوطن، والأبيض من أجل الحرية، والأخضر للسهوب وثروة المحاصيل الزراعية، دخل الدستور المجري الجديد حيز التنفيذ في 1 يناير 2012 جاعلاً لاحقة تفسير ذكر المسؤول الأول (في الترجمة شبه الرسمية: القوة "Erő"، الإخلاص "Hűség"، والأمل "Remény").

## التاريخ

### ما قبل التاريخ
من القرن التاسع قبل التاريخ الميلادي إلى نهاية القرن الرابع من الميلاد، كانت بانونيا جزءا من الإمبراطورية الرومانية، بما في ذلك المنطقة التي تعرف اليوم باسم المجر. وفي وقت لاحق وصل الهون، الذين أسسوا إمبراطورية قوية. بعد حكم الهون سكنت في حوض الكاربات قبائل جرمانية كالقوط، واللومبارديون والآفار.
استقر المجريون بقيادة أرباد في حوض الكاربات منذ عام 895. ووفقاً لبعض اللغويين فإنهم كانوا يتحدثون لغة من عائلة اللغة الفنلندية الأوغرية، وهي لغة أورالية موطنها الأصلي في روسيا بين نهر الفولغا وجبال الأورال.

### العصور الوسطى

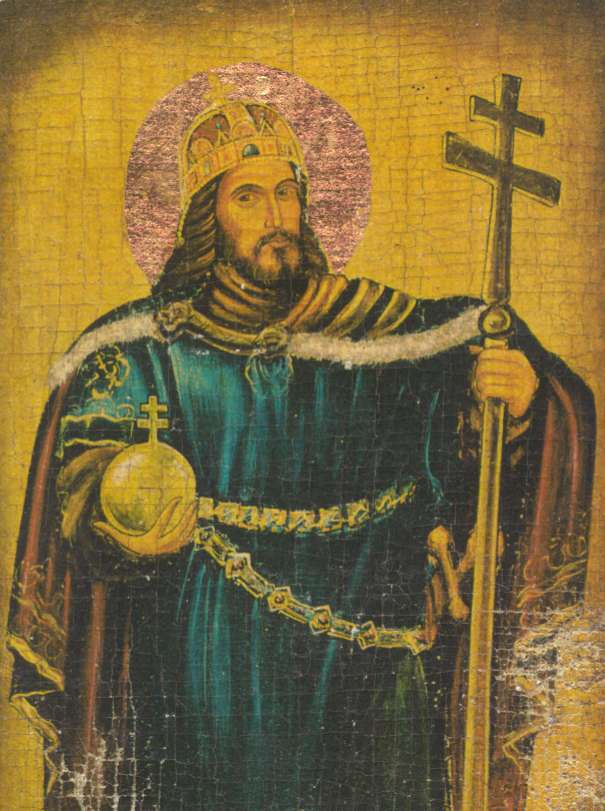
ستيفين الأول ملك المجر

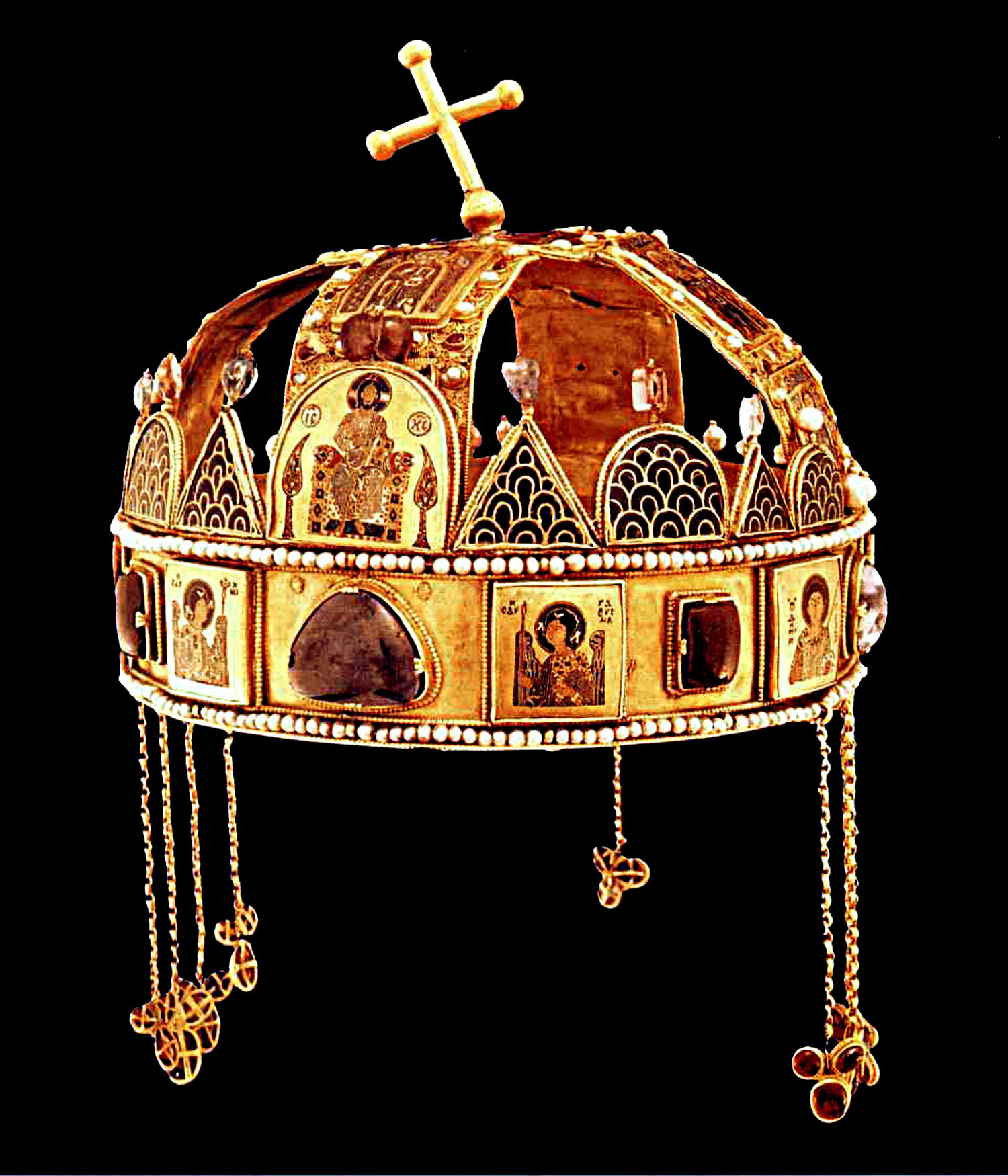
تاج المجر المقدس، وهو تاج الملوك المجريين على مر التاريخ

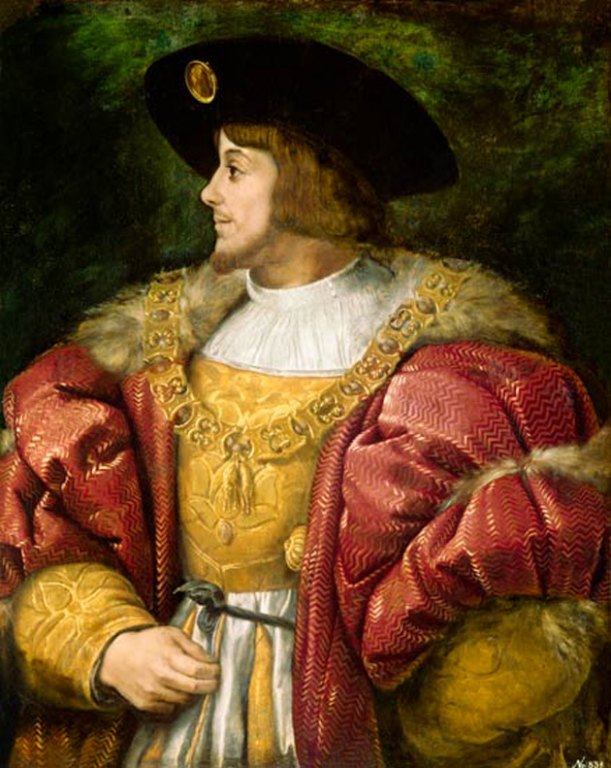
لويس الثاني ملك المملكة المجرية

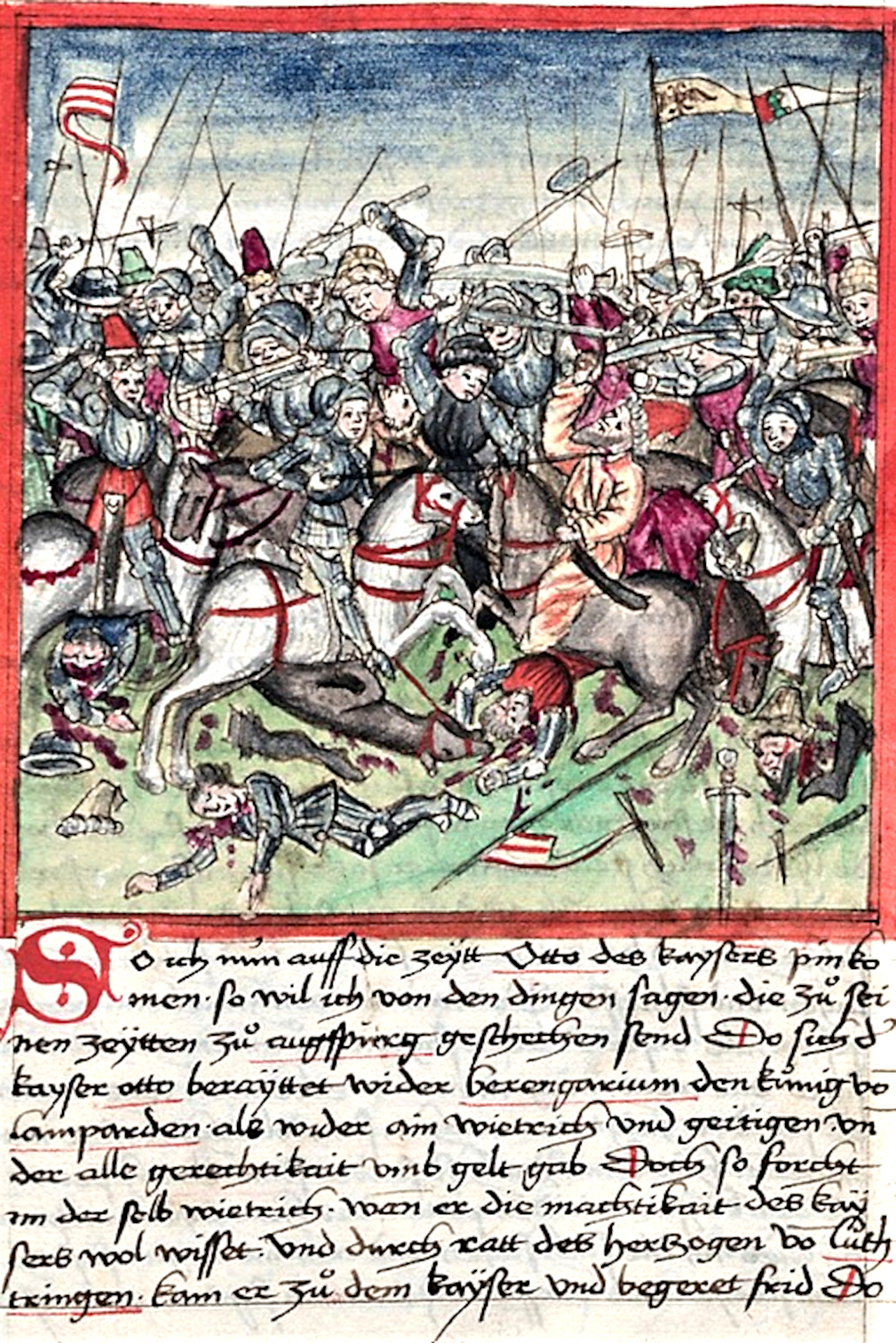
معركة ليخفيلد

المجر هي واحدة من أقدم الدول في أوروبا، تنحدر أصول سكانها من وسط وشمال ما يسمى الآن روسيا. تأسست المجر في عام 895 من قبل المجريين الأوائل القادمين من شمال آسيا، وذلك قبل تقسيم فرنسا وألمانيا أو توحيد الممالك الأنجلوساكسونية. في البداية كانت إمارة المجر النامية دولة تتألف من شعب أفراده شبه رحل. ومع ذلك أنجزت المجر تحولاً هائلاً، وتحولت المجر من دولة وثنية إلى دولة مسيحية بفضل جهود مبشرين ألمان بحلول القرن العاشر وكانت الدولة تعمل بشكل جيد، ولها قوة عسكرية في البلاد تسمح للمجريين بإجراء الغارات والحملات العسكرية على مختلف مناطق أوروبا من القسطنطينية عاصمة الإمبراطورية البيزنطية إلى مناطق بعيدة كإسبانيا وفي وقت لاحق هزمت المجر في معركة ليخفيلد سنة 955 وقد وضعت المعركة حداً لمعظم الحملات المجرية التي كانت تشن على الأراضي الأجنبية.
سلالة أرباد هي السلالة الحاكمة لاتحاد الشعوب المجرية في القرنين التاسع والعاشر الميلاديين، ومملكة المجر. وسميت السلالة باسم «أرباد» نسبة إلى الأمير الذي تولى منصبه رئيساً لاتحاد الشعوب المجرية عندما استولى المجريون على حوض الكاربات عام 895 عقب طردهم من موطنهم الأصلي في منطقة يوغرا بغرب سيبيريا (روسيا الحالية). وقد حاول الأمير المجري غيزة دمج المجر مع الدول المسيحية في أوروبا الغربية وأصبح إشتفان الأول أول ملك للمجر بعد عراك طويل مع عمه كوباني، وتحولت المجر إلى مملكة كاثوليكية رسولية.

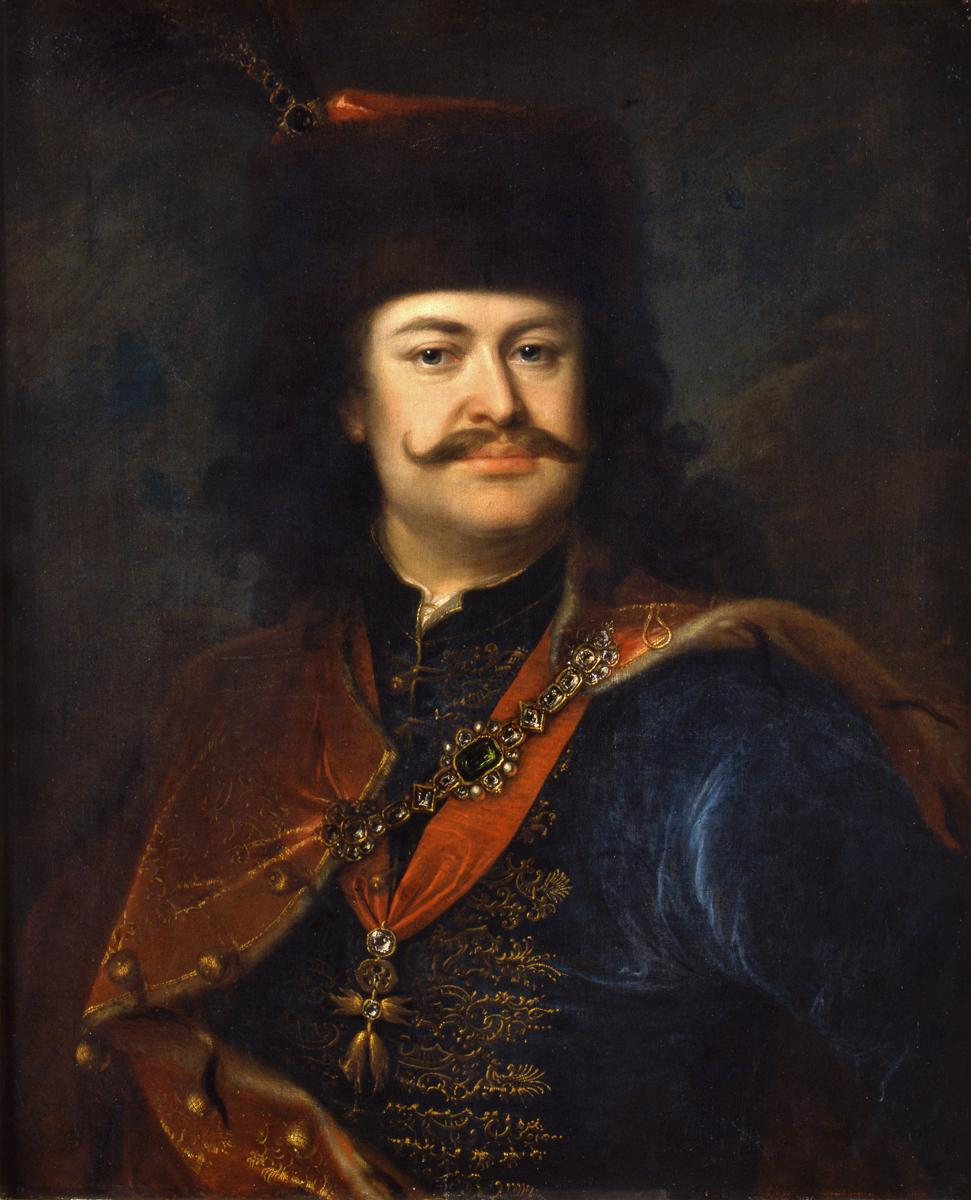
فرانسيس راكوتسي الثاني أحد الأبطال القوميين في المجر

### مملكة المجر

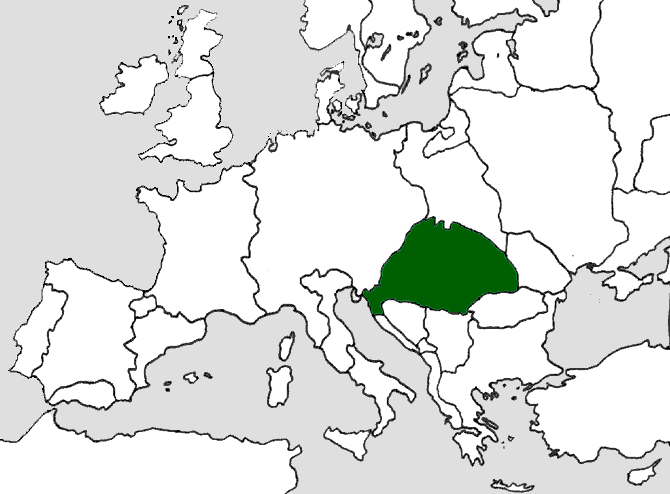
حدود مملكة المجر في وسط أوروبا

نشأت مملكة المجر في شرق أوروبا وكانت مملكة مرموقة ذات قوة كبيرة وكانت تسيطر على حوض الكاربات وضمت ضمن حدودها كل من وسلوفاكيا وترانسيلفانيا وكرواتيا وشمال صربيا إضافة إلى المناطق الحالية للمجر، وقد أصبحت إمبراطورية يوم عيد الميلاد لسنة 1000، تحت ملكها القديس ستيفين الأول من أسرة أرباد التي حكمت المملكة المجرية لمدة 300 عام.

### الحروب العثمانية
وبحلول القرن السادس عشر، زادت قوة الدولة العثمانية تدريجيا، فدخلت العديد من الأراضي في منطقة البلقان. في حين كانت مملكة المجر ضعيفة حيث تعاني من انتفاضات الفلاحين، كما حدثت العديد من الانشقاقات الداخلية بين أفرد طبقة النبلاء في عهد لويس الثاني (1516-1526).
حدثت معركة موهاج في 29 أغسطس 1526 م، وهي معركة وقعت بين الدولة العثمانية والمجر. وكان يقود قوات العثمانيين الخليفة سليمان القانوني أما المجريون فكان يقودهم الملك لويس الثاني. قُدر عدد جنود الجيش العثماني بحوالي 100 ألف جندي وعدد من المدافع و800 سفينة، بينما قدر عدد جنود المجر بحوالي 200 ألف مقاتل.
أدى انتصار العثمانيين في هذه المعركة إلى إحكام سيطرتهم على المجر وفتح عاصمتها بودابست والقضاء على ما كان يعرف باسم مملكة المجر. وقد عانى العثمانيون كثيرا بعد فتح المدينة من غارات المسيحيين المتتالية عليها. مكث سليمان القانوني في المدينة ثلاثة عشر يومًا ينظم شئونها، وعين جان «زابولي» أمير ترانسلفانيا ملكًا على المجر التي أصبحت تابعة للدولة العثمانية، وعاد السلطان إلى عاصمة بلاده بعد أن دخلت المجر للدولة العثمانية وتقلص نفوذ الملك الإسباني.
حتى هذا اليوم، يعدّ المجريون هزيمتهم في هذه المعركة شؤما عليهم ونقطة سوداء في تاريخهم. على الرغم من انقضاء أكثر من 400 عام إلا أن هناك مثل شائع لدى المجريين «أسوأ من هزيمتنا في موهاكس» ويضرب عند التعرض لحظ سيئ.

### الحرب العالمية الأولى

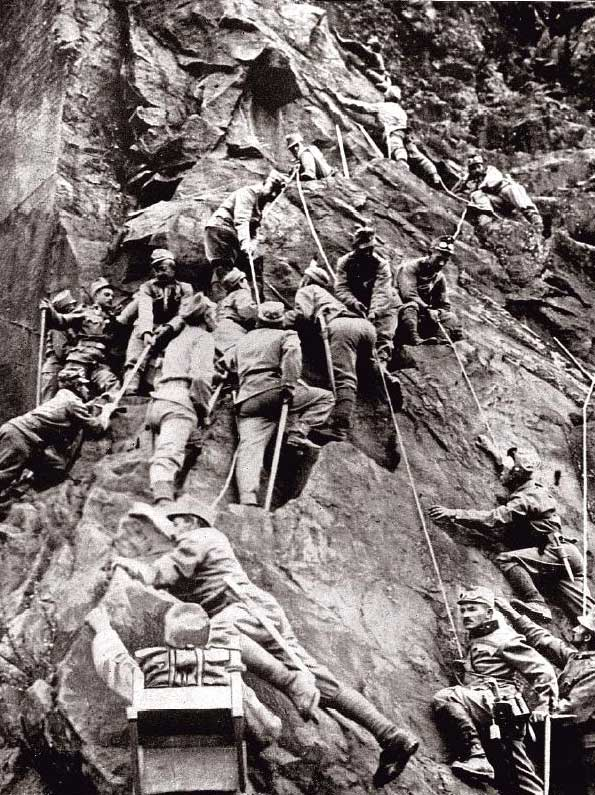
فيلق جبلي تابع للإمبراطورية النمساوية المجرية.

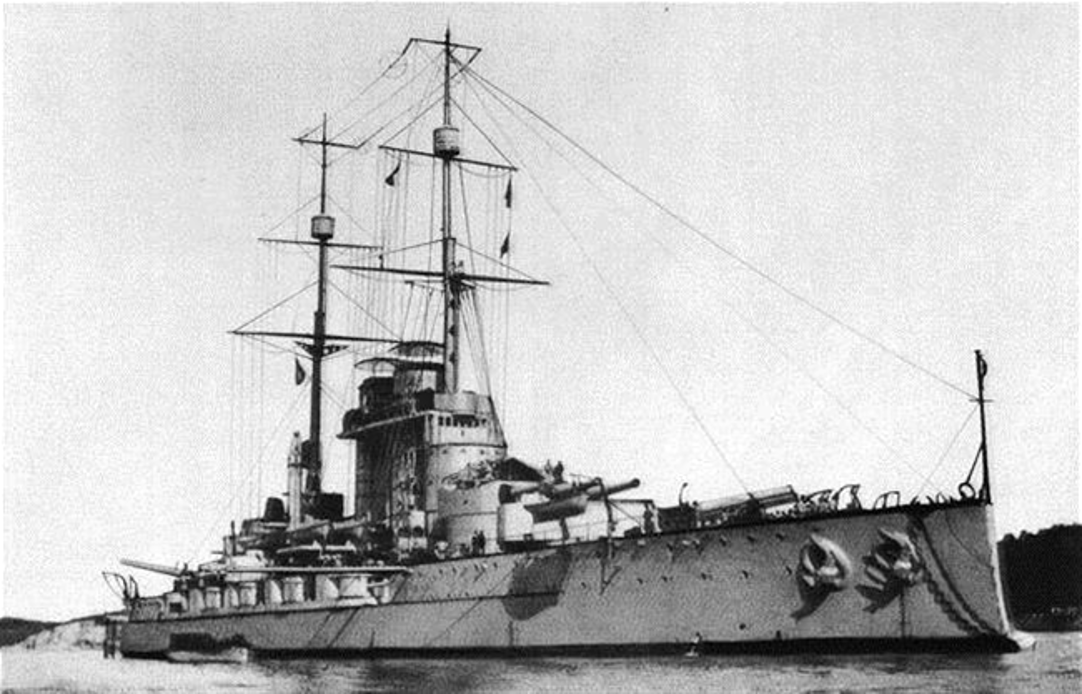
سفينة (الملك ايستفان الأول) الحربية

كانت الإمبراطورية النمساوية المجرية وألمانيا تشكلان أهم دول المركز في الحرب العالمية الأولى (1914 - 1919).

### الجمهورية المجرية السوفييتية
هزيمة المحور في الحرب أدت إلى إعلان جمهورية المجر عام 1918 والغراف ميهالي كارولي (Károlyi) رئيساً لها. استطاع الشيوعيين والاشتراكيين الوصول إلى السلطة في آذار 1919 وأسسوا الجمهورية المجرية السوفييتية بقيادة بيلا كون، والتي سقطت بعد 133 يوما تحت ضغط الغزو الروماني وقوات الثورة المضادة بقيادة الأدميرال ميكلوش هورتي حيث سقطت العاصمة في أوائل أغسطس من نفس العام. وقعت المجر اتفاق سلام تريانون في باريس عام 1920، الذي أدى إلى فقدان البلاد 67% من أراضيها و58% من سكانها لصالح الدول المجاورة وخاصة رومانيا وتشيكوسلوفاكيا.

### دولة الفاشية الأنكارية - مملكة بدون ملك
انتخب ميكلوش هورتي وصيا لعرش المملكة في نفس العام (إلى عام 1944). الوضع الاقتصادي الداخلي والعالمي السيئ في هذه الحقبة زاد من شعبية اليمينيين في البلاد. دخلت المجر الحرب العالمية الثانية في نهاية عام 1940 إلى جانب دول المحور. ساعدت القوات الألمانية في هجماتها على يوغوسلافيا والاتحاد السوفياتي. لاحقاً حاولت المجر مفاوضة الحلفاء سراً لإنهاء الحرب. احتل الجيش الألماني مواقع عدة حساسة بالبلاد ونصب سياسيين موالين. استولى الجيش الأحمر على المجر عام 1945، بعد معارك طاحنة وخاصة حول العاصمة بودابست، التي سُلمت شبه مُدمرة تماماً في 13 فبراير 1945. بعد ذلك دخلت البلاد في حقبة شيوعية تحت السيطرة السوفييتية إلى عام 1990. إعلان الجمهورية الشعبية في 1949 واندلاع انتفاضة عام 1956 هي أهم أحداث هذه الفترة. الانتفاضة الشعبية أطاحت بالحكومة وشلت البلاد لمدة أسبوعين لحين تدخل القوات السوفييتية وتعيين يانوس كادار (Kádàr) رئيساً للحزب الشيوعي المجري، الذي تمكن في وقت قصير من استعادة زمام الأمور ومحاكمة رموز الانتفاضة. كان كادار أهم شخصية سياسية بالبلاد لمدة 32 عاماً. بدأت عملية الإصلاح السياسي عام 1988 مع بدء انهيار الاتحاد السوفيتي. فاز المنتدى الديمقراطي بقيادة جوزيف انتال (Antall) بانتخابات عام 1990 الحرة. بدأت المجر عام 1990 مفاوضات مع الإتحاد السوفيتي.

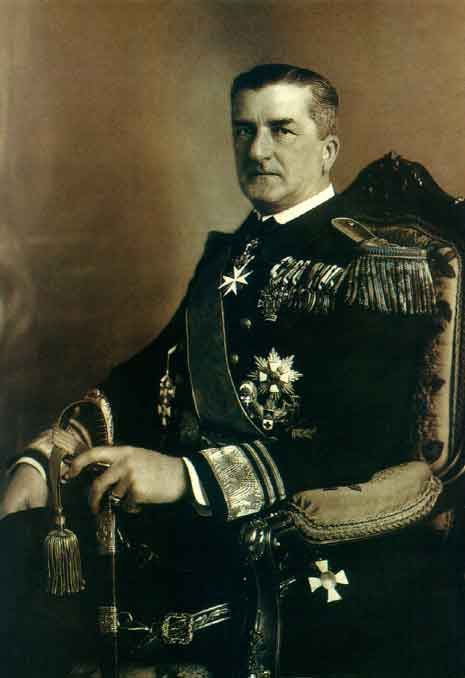
ميكلوش هورتي

### الحرب العالمية الثانية

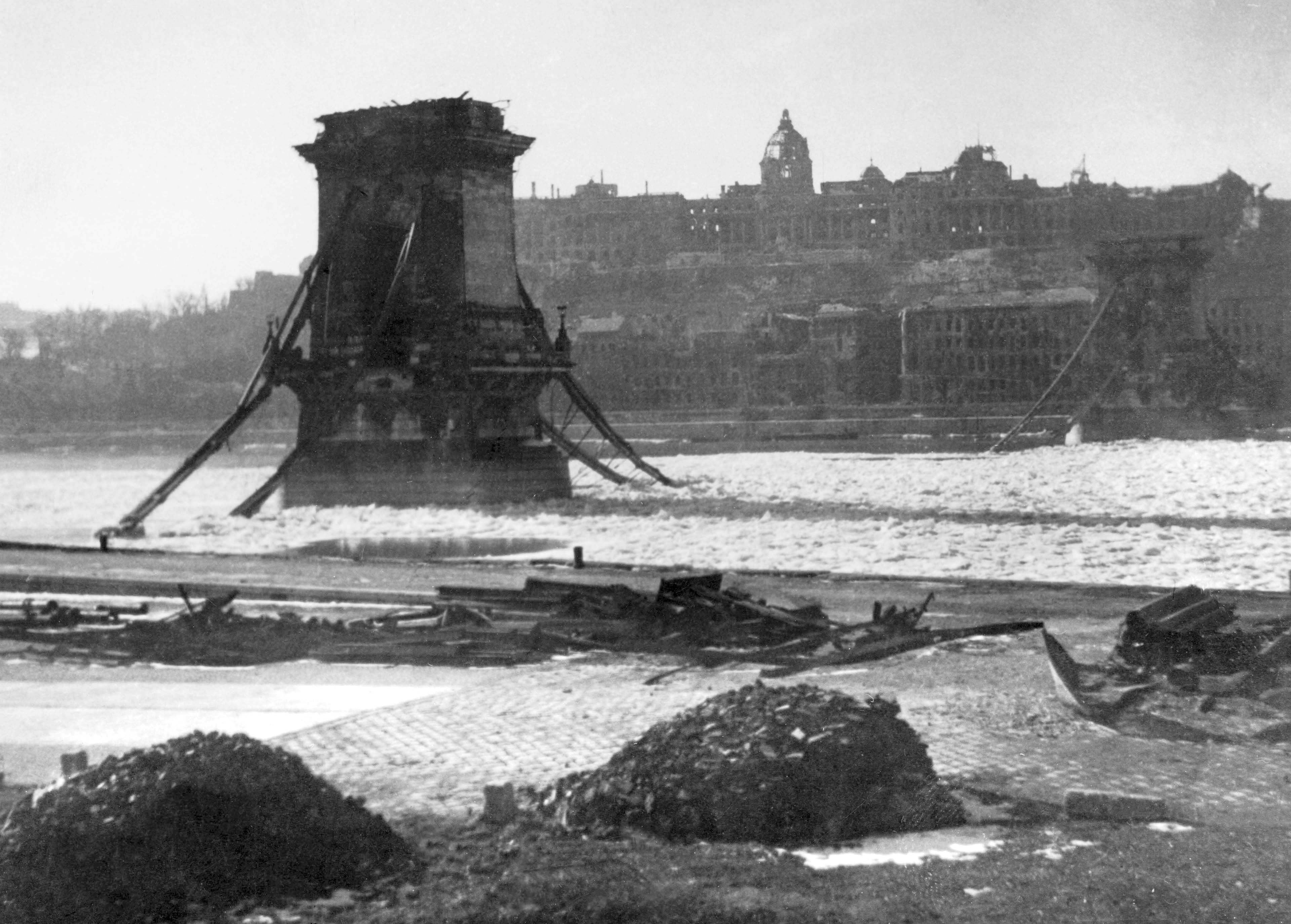
آثار الدمار في بودابست

كانت المملكة المجرية هي إحدى دول المحور خلال الحرب العالمية الثانية وقد شاركت في غزو يوغسلافيا ووغزو الاتحاد السوفييتي عام 1941، كما استفادت المجر من علاقتها مع ألمانيا النازية وإيطاليا في الحصول على المزيد من الأراضي من جيرانها في سلوفاكيا ورومانيا ويوغسلافيا.
خلال غزو الإتحاد السوفييتي دخلت المجر في المفاوضات سرية للسلام مع الولايات المتحدة والمملكة المتحدة. وبعد أن اكتشف هتلر أمر المفاوضات اعتبرها خيانة، فهاجمت القوات الألمانية المجر عام 1944 واحتلتها. وعندما بدأت القوات السوفيتية تهدد المجر، وقع ميكلوش هورتي هدنة بين المجر وروسيا. لكن قوات الكوماندوس الألمانية اختطفت ابن هورتي بعد فترة وجيزة، مما اضطره لإلغاء الهدنة مع روسيا. ثم أطيح به من السلطة، في حين أن زعيم الفاشية المجرية فرنك سالاسي (بالمجرية: Ferenc Szálasi) شكل حكومة جديدة بدعم ألماني.
29 أكتوبر، بدأ الجيش الأحمر الهجوم على بدوابست. أكثر من 1,000,000 مقاتل أنقسموا إلى مجموعتين وقاموا بمناورات ثم أسرعوا إلى المدينة. الخطة كانت قطع بودابست عن باقي القوات الألمانية والمجرية. في 7 نوفمبر 1944، دخلت القوات السوفييتية الضاحية الشرقية لبودابست، التي تبعد 20 كيلو مترا عن المدينة القديمة. في 19 ديسمبر، بعد وقف ضروري للعملية، أعاد الجيش الأحمر هجومه من جديد. في 26 ديسمبر، الطريق الذي يربط بودابست بفيينا تم الاستيلاء عليه على يد القوات السوفييتية. وبذلك طوقت المدينة.
ونتيجة للحصار السوفييتي، 33,000 جندي ألماني و37,000 جندي مجري، بالإضافة إلى 800,000 مواطن، أصبحوا محجوزين في بودابست. ورفض قرار الانسحاب، القائد الألماني أدولف هتلر أعلن بأن بودابست مدينة حصنية، ويجب الدفاع عنها حتى سقوط آخر جندي.وأصبح كارل ويلدنبرتش هو المسؤول عن الدفاعات في المدينة.
كانت بودابست هدف أساسي جوزيف ستالين، في اتفاقية يالطة أراد ستالين إظهار قوته أمام تشرشل ووروزفلت. ولذلك، أمر الجنرال روديون مالينوفسكي بالسيطرة على المدينة بأسرع وقت. في 29 ديسمبر 1944، بعث مالينوفسكي مرتين شروط نقاش الاستسلام بشروط. المبعون لم يعودوا بعدها. واعتبر السوفييت هذا الفعل رفض للمفاوضات وقامت القوات بحصار المدينة.
الهجوم السوفييتي بدأ في الضواحي الشرقية للعاصمة، والدخول من خلال بست، شكل نقطة التحول في تسريع العملية. قامت قوات الدفاع من الالمان والمجر، بإبطاء الاندفاع السوفييتي وتحويله إلى زحف، فقامت بالانسحاب وقللت خطوطها عسى أن تجد الأسبقية في البيئة الجبلية لبودا.
وفي يناير 1945، أطلق الألمان هجوماً مكوناً من ثلاثة أجزاء وعرف هذا الهجوم باسم عملية كونراد. عملية كونراد كانت جهد ألماني-مجري لتخفيف الحصار عن بودابست. وانطلقت العملية (كونراد 1) في 1 يناير، حيث هاجم الفيلق الألماني اس اس بانزر الرابع منطلقا من مدينة تاتا خلال منطقة كثيفة التلال شمال بودابست في جهد لكسر الحصار السوفيتي وبالتزامن مع هذا الهجوم قامت قوات الـ Waffen-SS بضرب غرب بودابست في محاولة لكسب فائدة تكتيكية. في 3 يناير أرسل الأمر السوفيتي أربعة تقسيمات اضافية لملاقاة التهديد.أدى هذا الفعل السوفيتي إلى توقف الهجوم بالقرب من Bicske. في 12 يناير أُجبرت القوات الألمانية على الانسحاب.
في 7 يناير أطلق الألمان عملية كونراد 2. هاجم فيلق ال اس اس بانزر الرابع من Esztergom باتجاه مطار بودابست حاول الالمان الاستيلاء على المطار لتحسين التجهيز الجوي للمدينة. تعثر هذا الهجوم بالقرب من المطار.
في 17 يناير انطلق الجزء الأخير من عملية كونراد - عملية كونراد3. هاجم فيلق ال اس اس بانزر الرابع وفيلق البانزر الثالث من جنوب بودابست وحاول تطويق عشرة تشكيلات سوفيتية. محاولة التطويق بائت بالفشل.
من جهة أخرى حرب المدن في بودابست ازدادت حدتها. وأصبحت التجهيزات عاملا حاسما بسبب خسارة مطار Ferihegy قبيل بدء الحصار في 27 ديسمبر 1944 وحتى 9 يناير 1945. كانت القوات الألمانية قادرة على استخدام بعض الشوارع الرئيسية وكذلك موقف خاص ملاصق لقلعة بودا باعتبارها مناطق لهبوط الطائرات والطائرات الشراعية على الرغم من انها كانت تحت نيران المدفعية السوفيتية المستمر.قبل أن يتجمد نهر الدانوب بعض الإمدادات تمكنت من العبور تحت غطاء الظلام والضباب.
بنهاية الحرب فقدت المجر ما يقارب من 300,000 جندي فيما بلغت أعداد الضحايا من المدنيين حوالي 80,000 قتيل، تعرضت العديد من المدن المجرية للتدمير لاسيما العاصمة بودابست.

### الثورة المجرية

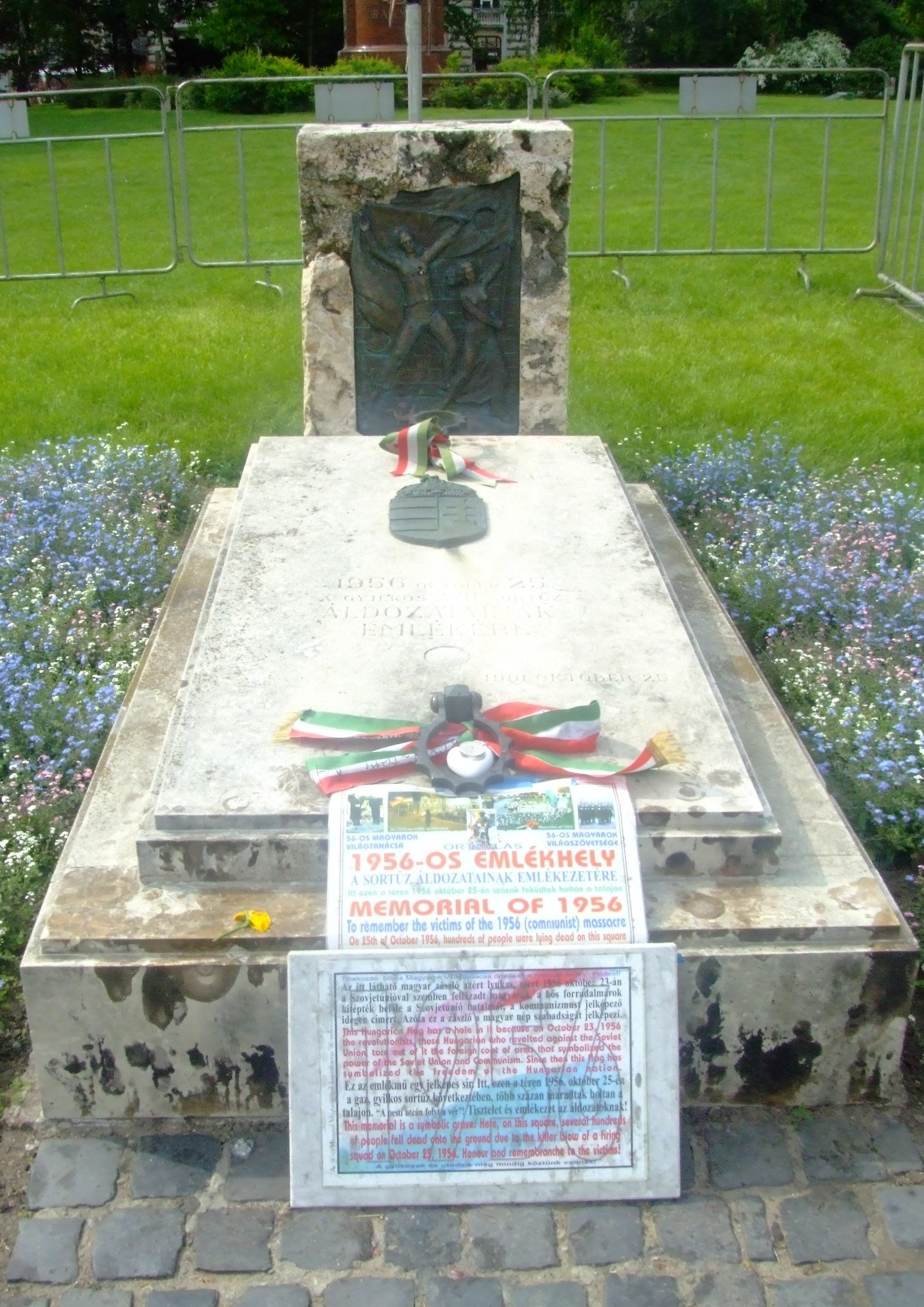
نصب تذكاري خارج مبنى البرلمان المجري في بودابست لأولئك الذين توفوا أثناء الثورة

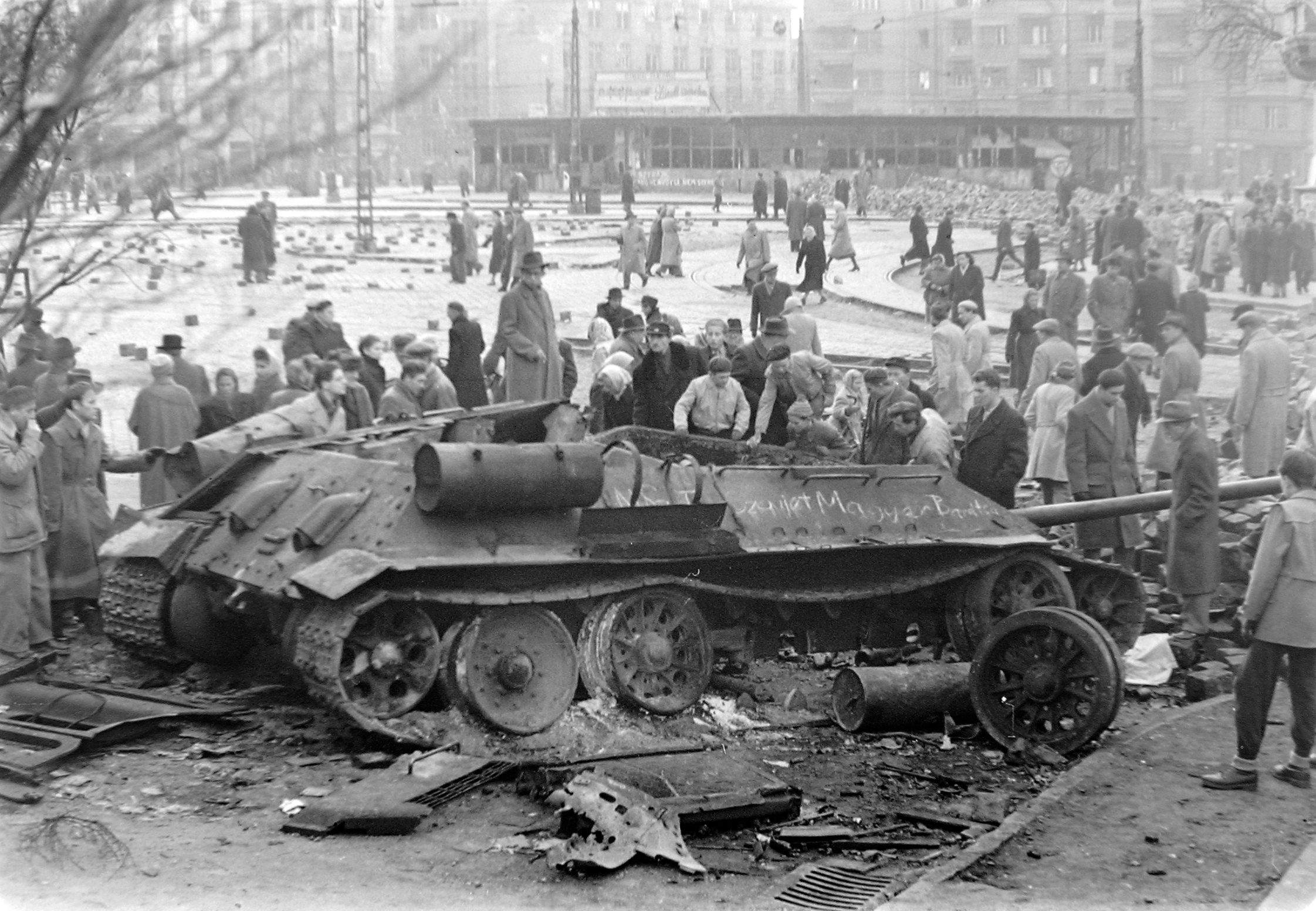
دبابة سوفيتية مدمرة في بودابست

وجدت ثورة معادية للسوفيت في المجر، عرفت باسم الثورة المجرية أو الانتفاضة المجرية دامت من 23 أكتوبر إلى 4 نوفمبر 1956. هيأت التغيرات السياسية بعد الستالينية في الإتحاد السوفيتي، والحركات القومية للأحزاب الاشتراكية في أوروبا الشرقية، والاضطراب الاجتماعي بسبب الأحوال الاقتصادية السيئة لعامة المجريين الظروف لظهور انتفاضة شعبية في أكتوبر/تشرين الأول عام 1956.
في عام 1945، أثناء الحرب العالمية الثانية، قدم الروس لتحرير المجر من النازيين، ولكن عندما سيطر الشيوعيون في عام 1949، أصبح التحرير هيمنة، وأصبحت الحكومة المجرية بالكامل تحت السيطرة السوفيتية. توفي الدكتاتوري السوفيتي جوزيف ستالين قبل ثلاثة سنوات من ذلك؛ وفي مارس/آذار 1956، كان نيكيتا خروتشوف ضد ستالين في كونجرس الحزب العشرين. بقيادة الطلاب والعمّال، بدأت الثورة المجرية التلقائية. شعر السوفييت بأنهم قد يفقدون السيطرة في المجر، لذا أرسلوا إليها دباباتهم وقواتهم. قاوم مقاتلو التحرير المجريين بشدة، ولكنهم انهزموا مع حلول 4 نوفمبر. في عام 1989 مع سقوط حائط برلين، انهار الاتحاد السوفيتي أخيراً. كانت الثورة المجرية من أول الأخطار الصريحة للنظام السوفيتي.
حينما ذهبت القوات السوفيتية إلى بودابست في 24 أكتوبر، حمل المجريون السلاح للدفاع عن النفس. رد إيمري ناج على النداءات المطالبة بإلقاء الأسلحة واستسلم بوعد من العفو. لكن الجماهير المجرية رفضت الثقة بناج. تظاهروا بأنهم لا يثقون بأحد سوى أنفسهم. في 25 أكتوبر بدأ العمال بإضراب عام.
خلال عدة أيام، تحشد كامل البلاد ضد البيروقراطية الحاكمة والقوات السوفيتية. بدأ العمال المجريون بتنظيم أنفسهم للمحافظة على النظام ولتوزيع المأكل والملبس. المجالس، وهي أجزاء من قوى العمال، كانت مشابهة لتلك التي بنيت من قبل العمال الروس في عام 1917. وقد أبدوا إصرارهم لانهاء الانتهاكات البيروقراطية، والامتيازات، وسوء الإدارة.
تبنى الدستور مجلس عمال بودابست الأعظم في 31 أكتوبر 1956، وهو يصور عمق هذا الكفاح لديمقراطية العمال. يذكر الدستور بأن «المصانع تعود للعمال». مهام مجلس العمال، كما اشترط الدستور، تضمنت التالي: «موافقة وتصديق كل المشاريع التي تتعلق بالاستثمار؛ وإقرار مستويات الأجر الأساسية والطرق التي تقام بها؛ وإقرار كل الأمور التي تتعلق بالعقود والائتمان الأجنبي؛ وتوظيف وإقالة العمال المستخدمين في المشروع؛ وفحص الميزانيات وإقرار استعمال الأرباح».
بخلاف مقولات الحركة الستالينية الدولية حول الثورة المجرية 1956، العمال المجريون لم يطلبوا إعادة الرأسماليين وعلاقات الملكية الرأسمالية. من بين آلاف القرارات التي تبنتها مجالس العمال، لا يوجد قرار يدعو إلى تجريد الجنسية للمصانع والمزارع. العمال المجريون رفضوا الستالينية وجميع الرموز البيروقراطية المشابهة. لكنهم لم يرفضوا جوهر البرنامج الاشتراكي: الرقابة السياسية والاقتصادية للطبقة العاملة تبدى خلال منظمتهم الرسمية الخاصة. منذ البداية حاول ناج خدمة البيروقراطية السوفيتية والعمال. ولكن انتهى به الأمر بعدم الرضاء من قبل الطرفين. نداءاته المتواصلة إلى العمال لنزع أسلحتهم لم تحظ بأي رد.
ولكن وضع القوة الثنائية التي ظهرت في البلاد لم تسمح بأية من التسويات. عندما أعلن ناج تحت الضغط الجماهير في 1 نوفمبر انحلال الحزب الستاليني الحاكم وحياد المجر من حلف وارسو، كان ذلك كثيراً على البيروقراطية السوفيتية.
في 4 نوفمبر، بدأ الهجوم الثاني على بودابست. ولكن هذا الوقت، سحبت البيروقراطية السوفيتية قواتها المستعملة في الهجوم الأول لأنهم أصبحوا «مصابين بروح التمرد» ولذا كانوا «عديمي الثقة». عوضاً عن ذلك، جلبت قوات سوفيتية جديدة للمواجهة النهائية.
حينما اقتربت الدبابات السوفيتية، استقالت معظم حكومة ناج. لجأ ناج ومؤيدوه إلى السفارة اليوغوسلافية. ترك ناج السفارة اليوغوسلافية بعدما أعطى تأمينات للعبور الآمن، ولكنه اعتقل من قبل الشرطة السرية أعدم بعد سنتين بتهمة الخيانة العظمى.
لعدة أسابيع، قاوم العمال المجريون أسلحة القوات السوفيتية. نظمت مجالس العمال المقاومة وقامت بهجوم ناجح في 11 ديسمبر، ولكن قوة الدبابات السوفيتية والشرطة السرية اكتسحتا العمال المجريين في النهاية.

### المجر الشيوعية
بعد سقوط ألمانيا النازية، احتلت القوات السوفيتية كل الأراضي المجرية. حتى تحولت المجر تدريجيا إلى ولاية شيوعية في الإتحاد السوفيتي. بعد عام 1948، أنشأ الزعيم الشيوعي ماتياس راكوزي (بالمجرية: Mátyás Rákosi) حكماً ستالينياً في البلاد، واضطر لإنشاء اقتصاد مخطط. وأدى هذا إلى حدوث الثورة المجرية عام 1956. انسحبت المجر من حلف وارسو. لكن الإتحاد السوفيتي أكثر من 150,000 جندي و2500 دبابة. ما يقرب من ربع مليون شخص غادروا البلاد خلال فترة وجيزة في الوقت الذي فتحت فيه الحدود سنة 1956. أصبح يانوش كادار زعيم الحزب الشيوعي. في عام 1991 انتهى الوجود العسكري السوفيتي في المجر وبدأ التحول إلى اقتصاد السوق.

## التقسيمات الإدارية
تقسم المجر إلى سبع مناطق منذ 1966. ولكن إداريا تقسم المجر إلى 19 مقاطعة وإضافة إلى ذلك العاصمة المجرية بودابست. تقسم المقاطعات الـ19 إلى 173 مقاطعة تحتية وبودابست تملك مقاطعتها التحتية الخاصة.

### المناطق السبع
- غربي ترانسدانوبيا
- جنوبي ترانسدانوبيا
- مركز ترانسدانوبيا
- مركز المجر (تتضمن العاصمة بودابست)
- شمال السهل العظيم
- جنوب السهل العظيم

### المقاطعات الـ19
| County(megye)               | عدد السكان |
| --------------------------- | ---------- |
| مقاطعة باتش-كيشكون          | 524,841    |
| مقاطعة بارانيا              | 391,455    |
| مقاطعة بكيش                 | 361,802    |
| مقاطعة بورسود-آبائوي-زمبلن  | 684,793    |
| بودابست                     | 1,744,665  |
| مقاطعة تشونغراد             | 421,827    |
| مقاطعة فيير                 | 426,120    |
| مقاطعة ديور-موشون-سوبرون    | 449,967    |
| مقاطعة هايدو-بيهار          | 565,674    |
| مقاطعة هفش                  | 307,985    |
| مقاطعة ياس-نادكون-سولنك     | 386,752    |
| مقاطعة كوماروم-إستركوم      | 311,411    |
| مقاطعة نوغراد               | 201,919    |
| مقاطعة بشت                  | 1,237,561  |
| مقاطعة شومود                | 317,947    |
| مقاطعة زابولكس-زاتمار-بيريج | 552,000    |
| مقاطعة تولنا                | 231,183    |
| مقاطعة فاس                  | 257,688    |
| مقاطعة فسبرم                | 353,068    |
| مقاطعة زالا                 | 287,043    |

## الجغرافيا

الخريطة الجغرافية للمجر

طبيعة المجر تتكون بشكل عام من سهول منبسطة إلى سهول منحدرة من حوض الكاربا، مع وجود هضاب وجبال منخفضة في الشمال على طول الحدود السلوفاكية. قمة كيكيس هي أعلى قمة جبلية، يبلغ ارتفاعها 1014 متر فوق سطح البحر. نهر الدانوب هو أهم أنهار المجر، الذي يقسم البلاد إلى جزئين غربي وشرقي. من الأنهار المهمة الأخرى: نهر تيزا ونهر درافا. يحتوي الجزء الغربي على بحيرة بالاتون. بحيرة هيفيز، الواقعة في المجر، هي أكبر بحيرة مياه معدنية في العالم. بحيرة تايس هي ثاني أكبر بحيرة في حوض الكاربا، كما تعدّ أيضا أكبر بحيرة صناعية في أوروبا.
تبلغ مساحة المجر حوالي 93 ألف كم مربع، ليس للبلاد منفذ على البحر، حيث أنها تقع في وسط شرق أوروبا، محاطة بسبع دول. يبلغ طول الحدود مع كل منها كالآتي: النمسا (366 كم)، سلوفاكيا (515 كم)، أوكرانيا (103 كم)، رومانيا (443 كم)، صربيا (151 كم)، كرواتيا (329 كم)، سلوفينيا (102 كم).طبيعة المجر تتكون بشكل عام من سهول منبسطة إلى سهول منحدرة من حوض الكاربات، مع وجود هضاب وجبال منخفضة في الشمال على طول الحدود السلوفاكية. قمة كيكيس هي أعلى قمة جبلية، يبلغ ارتفاعها 1014 متر فوق سطح البحر.

### أنهار
نهر الدانوب هو أهم أنهار المجر، الذي يقسم البلاد إلى جزئين غربي وشرقي. من الأنهار المهمة الأخرى: نهر تيزا ونهر درافا.

### البحيرات

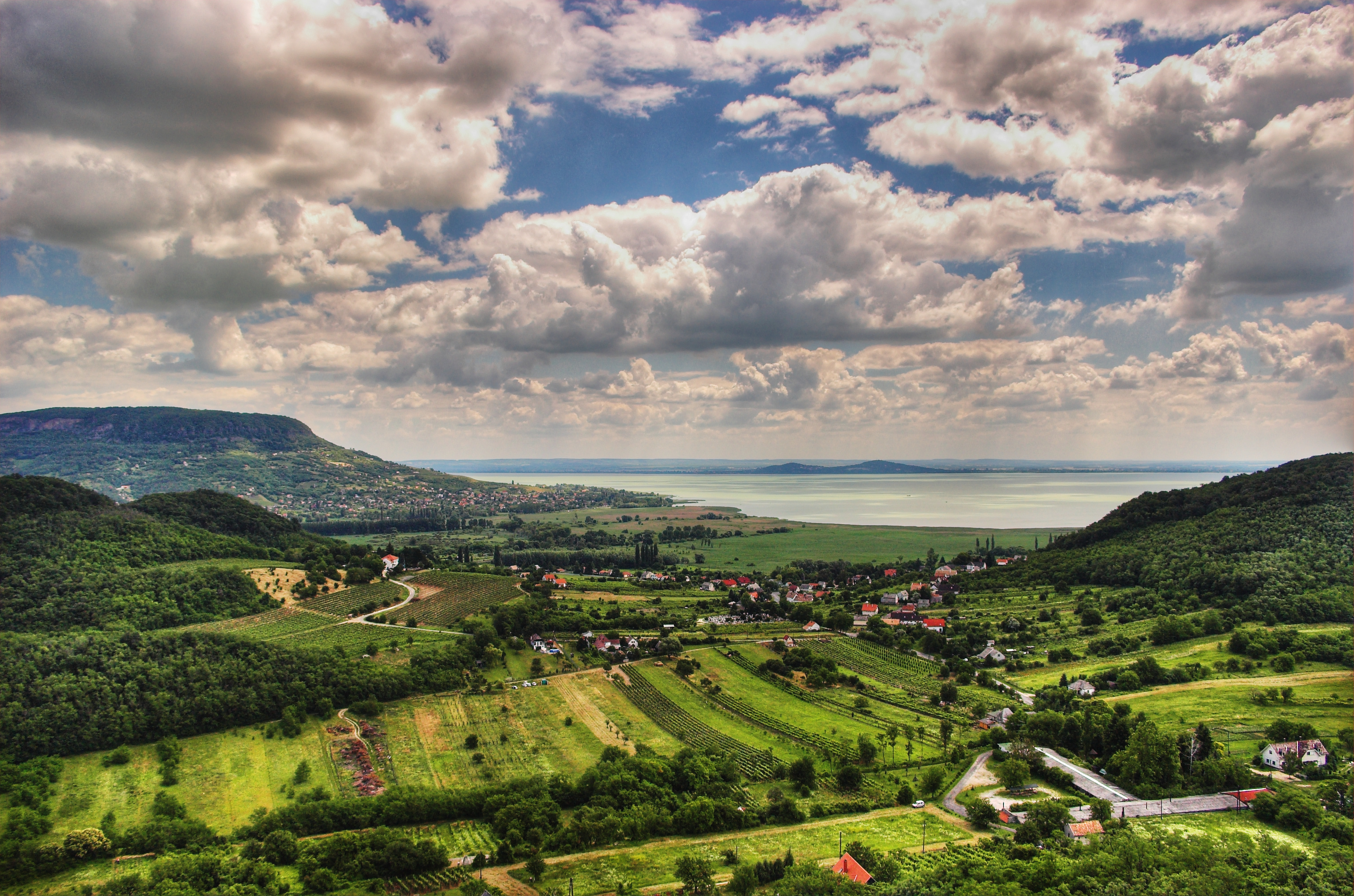
بحيرة بالاتون

يحتوي الجزء الغربي على بحيرة بالاتون. بحيرة هيفيز، الواقعة في المجر، هي أكبر بحيرة مياه معدنية في العالم. بحيرة تايس هي ثاني أكبر بحيرة في حوض الكاربا، كما تعدّ أيضا أكبر بحيرة صناعية في أوروبا.

## ديموغرافيا

### السكان
| الاعراق في المجر (إحصاء 2001) | الاعراق في المجر (إحصاء 2001) | الاعراق في المجر (إحصاء 2001) | الاعراق في المجر (إحصاء 2001) | الاعراق في المجر (إحصاء 2001) |
| ----------------------------- | ----------------------------- | ----------------------------- | ----------------------------- | ----------------------------- |
|                               |                               |                               |                               |                               |
| مجريون                        | مجريون                        |                               | 94.4%                         | 94.4%                         |
| غجر                           | غجر                           |                               | 2.02%                         | 2.02%                         |
| ألمان                         | ألمان                         |                               | 1.18%                         | 1.18%                         |
| سلوفاك                        | سلوفاك                        |                               | 0.38%                         | 0.38%                         |
| الاعراق أخرى                  | الاعراق أخرى                  |                               | 2.02%                         | 2.02%                         |

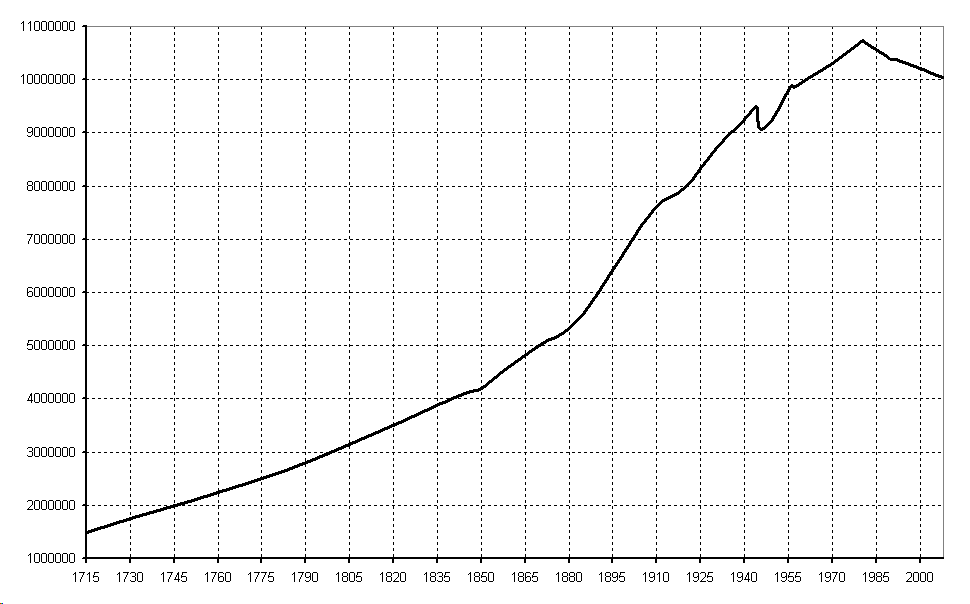
التغير السكاني للمجر بين عامي 1715-2008

- بلغ التعداد السكاني للمجر حوالي 9,905,596 نسمة سنة 2009. وبذلك تحل في المرتبة 83 بين دول العالم. الكثافة السكانية في المجر تبلغ حوالي 107.7 كم2، مما يجعل المجر تحل في المرتبة 109 عالمياً الأعلى كثافة سكانية.
- حوالي 15% من سكان المجر أعمارهم أصغر من 14 عاماً ويتوزعون على (ذكور: 763,553. إناث: 720,112)، وحوالي 69.3% من السكان أعمارهم بين 15-64 عاماً (ذكور: 3,384,961. إناث: 3,475,135). الذين يبلغون من العمر 65 عاماً أو أكثر تبلغ نسبتهم حوالي 15.8% يتوزعون على (ذكور: 566,067. إناث: 995,768)
- يبلغ معدل المواليد 9.90 مولود لكل 1,000 نسمة، كما يبلغ معدل الوفيات 12.94 حالة وفاة لكل 1,000 نسمة. كما أن معدل الخصوبة الكلي يبلغ حوالي 1.35.

### الدين
الرومانية الكاثوليكية هي حتى الآن أكبر دين في البلاد على الرغم من أن الكنيسة الكاثوليكية لم تعد دين الدولة الرسمي. يعرف 51.9% من المجريين أنفسهم رومان كاثوليك.
تتفاوت نسبة من يعتقدون بوجود الله، ومن لا يعتقدون به في المجر. وفقاً لأحدث استطلاع قام به يوروباروميتر 2005:
- أجاب 44% من المواطنين المجريين بأنهم يؤمنون بوجود الله.
- أجاب 31% أنهم يعتقدون أن هناك نوعاً من الروح أو قوة الحياة.
- أجاب 19% أنهم لا يعتقدون أن هناك إله أو أي نوع من الروح أو قوة الحياة.

#### المسيحية

##### الطوائف المسيحية الأخرى
المسيحية الشرقية (الأقباط المصريين الأرثوذكس)

### اللغة
.

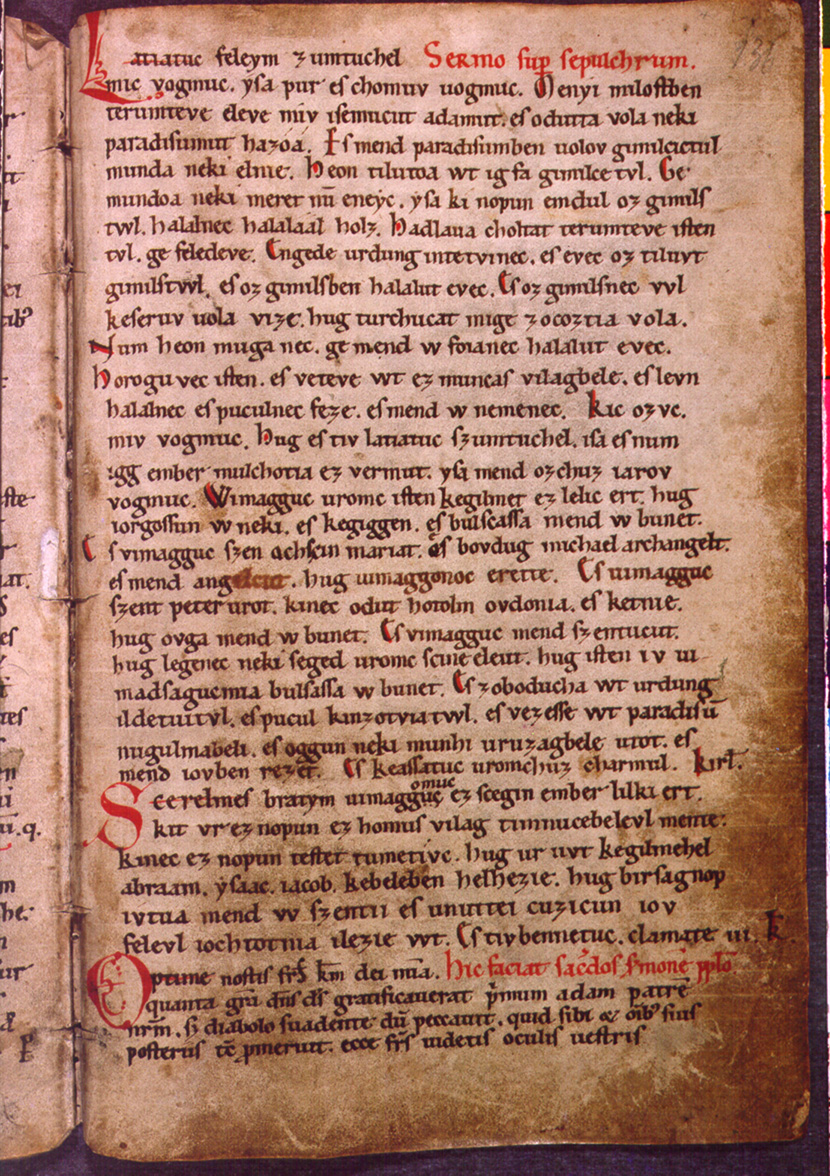
مخطوط مجري تاريخي كتب عام 1195

توزع الناطقين باللغةا لمجرية في أوروبا

اللغة الرسمية ولغة أكثر سكان المجر هي اللغة المجرية (Magyar Nyelv)، وتنتمي اللغة المجرية إلى مجموعة اللغات الأوغرية، وهذه المجموعة تنتمي إلى عائلة اللغات الأورالية. وتضم عائلة اللغات الأورالية اللغات الفنلندية والإستونية وهي لغات قريبة من اللغة المجرية.
يتحدث اللغة المجرية حوالي 14.5 مليون شخص كلغة أم، من ضمن هؤلاء حوالي 10 ملايين يعيشون في المجر. حوالي 2.5 مليون شخص منهم يعيش خارج حدود دولة المجر الحالية، ولكن في مناطق كانت تشكل جزءاً من مملكة المجر القديمة قبل معاهدة تريانون التي قلصت مساحة المجر. وتعيش أكبر مجموعة منهم في اقليم ترانسيلفانيا في النصف الغربي من رومانيا. وتوجد في سلوفاكيا وصربيا وأوكرانيا مناطق ذات أغلبية تتحدث باللغة المجرية. كما تتواجد نسبة من الناطقين بالمجرية في كرواتيا والنمسا وسلوفينيا. وهناك حوالي مليون متحدث للمجرية ينتشرون ضمن الشتات المجري في العالم، ففي الولايات المتحدة يعيش حوالي 100,000 ناطق بالمجرية.
تعدّ المجرية لغة رسمية في المجر والإتحاد الأوروبي، وتصنفها سلوفاكيا وسلوفينيا وصربيا والنمسا كلغة إقليمية، كما يوجد اعتراف رسمي من رومانيا وأوكرانيا وكرواتيا باللغة كلغة أقلية.
في العصور الوسطى المبكرة كانت تكتب المجرية بأبجدية خاصة بها وهي الأبجدية المجرية القديمة (بالمجرية: Magyar rovásírás)، بينما تكتب المجرية الحديثة بالأبجدية المجرية وهي أبجدية لاتينية تتميز ببعض الحروف، ولا تستعمل اللغة المجرية الحروف: Q، W، X، Y إلا في الكلمات الأجنبية وفي كتابة الأسماء، وإذا حذفت هذه الحروف من الأبجدية المجرية تكون المجرية تتكون من 40 حرف وهم:

#### لغات ولهجات أخرى
إضافة على اللغة المجرية التي يتحدثها 93.6% من سكان المجر كلغة أم، تتواجد أقليات تتكلم الألمانية تتركز في منطقة جبل ميتشسك وما حولها وتاريخياً كانت اللهجة السوابية منتشرة في المجر. والسلوفاكية المنتشرة في منطقة الجبال الشمالية المتوسطة وحول منطقة تشابي (بالمجرية: Békéscsaba). والصربية بصورة رئيسية في جنوب المجر وبالأخص في منطقة باتشكا (بالمجرية: Bačka) وما حولها. والسلوفينية حول الحدود مع سلوفينيا غرب المجر. والكرواتية بشكل أساسي في جنوب المجر. والرومانية بصورة رئيسية في منطقة جولا (بالمجرية: Gyula) في غرب المجر. كما تنتشر الرومنية بين أفراد الأقلية الغجرية التي تقطن المجر.
هناك بعض اللغات الأجنبية المنتشرة في المجر بسبب التعليم، وتتفاوت نسبة إجادة المجريين لهذه اللغات حسب التالي:
| اللغة      | النسبة | ملاحظة |
| ---------- | ------ | --- |
| المجرية    | 99.8%  | هي اللغة الرسمية الوحيدة في المجر. وحوالي 93.6% منهم ناطقين بالمجرية كلغة أم، 6.2% يتحدثونها كلغة ثانية أو لغة أجنبية. |
| الألمانية  | 10.2%  | تصنف رسمياً كلغة أقلية، تاريخياً كانت الألمانية هي أكثر لغة شائعة بين المجريين كلغة ثانية                                |
| الإنجليزية | 9.8%   | لغة أجنبية |
| لغة روسية  | 1.9%   | لغة أجنبية |
| الفرنسية   | 1.1%   | لغة أجنبية |
| الرومانية  | 0.9%   | لغة أقلية، وأكثرهم يقطنون منطقة ترانسيلفانيا                                                                           |
| السلوفاكية | 0.6%   | لغة أقلية |

## السياسة

### النظام السياسي
المجر هي جمهورية ذات نظام ديمقراطي، حُدث النظام السياسي بعد سقوط النظام الشيوعي في المجر في أواخر الثمانينات، في 23 أكتوبر 1989 دخل الدستور المعدل حيز التنفيذ، وبذلك أصبحت الحكومة بموجبه مسائلة أمام البرلمان ويعد رئيس الوزراء هو رئيس السلطة التنفيذية وصاحب صلاحيات واسعة يحددها الدستور، ينتخب البرلمان رئيسَ الدولة لمدة أقصاها خمس سنوات، ويتمتع بصلاحيات ومهام فخرية، يُسمّي رئيسُ الدولة رئيسَ الحكومة اعتمادا على نتائج الانتخابات النيابية ، فيختار رئيس الوزراء طاقمه الوزاري والذي من شأنه أن يدير السياسة التنفيذية للبلاد.

### البرلمان الهنغاري

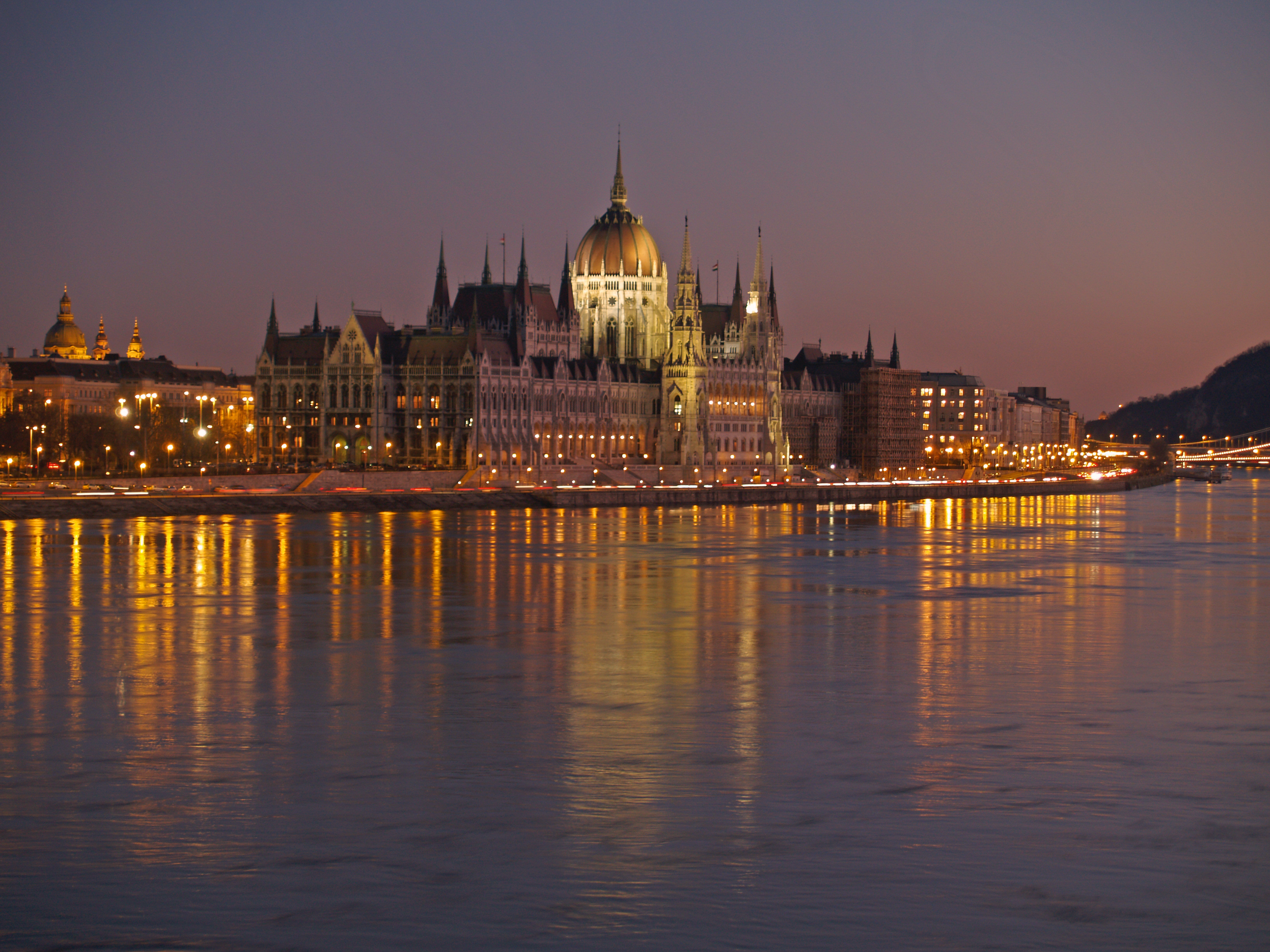
مبنى البرلمان الهنغاري على ضفة نهر الدانوب ليلاً

البرلمان الهنغاري (بالهنغارية: az Országgyűlés) له عدة سلطات أهمها مناقشة واعتماد مشروع الموازنة العامة للدولة الذي تقدمه الوزارة، والوظيفة الثانية هي سن وتشريع القوانين، والثالثة هي مراقبة عمل الوزارة ومسائلة الوزارة سياسياً، وللبرلمان حق طرح الثقة بالوزارة ككل (مسؤولية جماعية) أو بكل وزير على حدة (مسؤولية فردية) ويكون الحزب الحاكم هو الحزب صاحب الأغلبية في البرلمان الهنغاري والذي هو حالياً فيدس – الاتحاد المدني المجري، وللبرلمان قاعتين وهما قاعة المجلس الوطني وهو (المجلس الأعلى) ويقع في الجناح الشمالي من المبنى، ومجلس النواب وهو (المجلس الأدنى) ويقع في الجناح الجنوبي من المبنى ويعتبر مبنى البرلمان الهنغاري مقر السلطة التشريعية، ويشغل 199 سياسي مقاعده، ينُتخَبون كل أربع سنوات في انتخابات نيابية عامة، المحكمة الدستورية المجرية، طاقمها 11 عضواً، لها القدرة على تغيير قوانين البرلمان حينما تراها مخالفة لبنود الدستور.
الأحزاب الحاكمة منذ إعلان الدستور المجري :-
- 1990-1994 حزب MDF
- 1994-1998 الحزب الإشتراكي المجري
- 1998-2002 فيدس – الاتحاد المدني المجري
- 2002-2004 الحزب الإشتراكي المجري
- 2004-2009 الحزب الإشتراكي المجري
- 2010- إلى الآن فيدس – الاتحاد المدني المجري

### السياسة الخارجية
تتمتع المجر بقوة وبنفوذ كبير في وسط وشرق أوروبا وهي قوة متوازنة في الشؤون الدولية، تستند السياسة الخارجية للمجر على أربعة التزامات أساسية وهي : التعاون الأطلسي، والتكامل الأوروبي، والتنمية الدولية والقانون الدولي، ويعتبر الاقتصاد المجري مفتوح إلى حد ما ويعتمد بشكل كبير على التجارة الدولية.

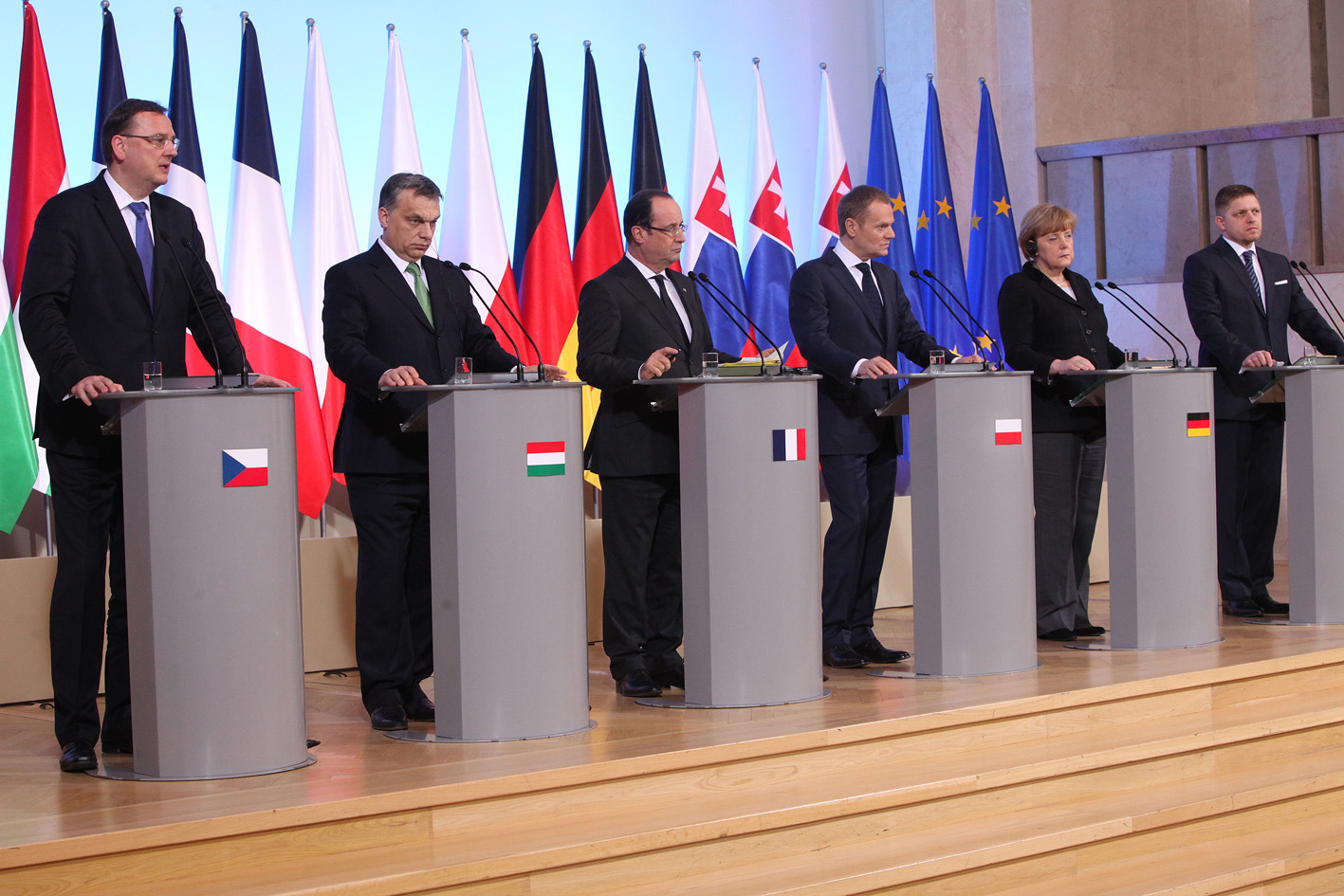
اجتماع قادة مجموعة الفيشغراد ، بالإضافة إلى ألمانيا وفرنسا في عام 2013

المجر عضو في الأمم المتحدة منذ عام 1955م وعضو في الاتحاد الأوروبي منذ 2004م ومنظمة حلف شمال الأطلسي منذ 1999م ومنظمة التعاون الاقتصادي والتنمية وترأس حالياً مجموعة فيشغراد وعضو ايضاً في مجموعة الموردين النوويين ومنظمة حظر الأسلحة الكيميائية والوكالة الدولية للطاقة ومنظمة التجارة العالمية والبنك الدولي وصندوق النقد الدولي ومنظمة الشرطة الجنائية الدولية ويوروبول، وتولت المجر رئاسة مجلس الاتحاد الأوروبي لمدة نصف عام في عام 2011م وستتولى الرئاسة مرة أخرى في عام 2024م ، في عام 2015م ، كانت المجر خامس أكبر دولة مانحة من دول منظمة التعاون والتنمية في الميدان الاقتصادي ، والتي تمثل 0.13٪ من الدخل القومي الإجمالي.

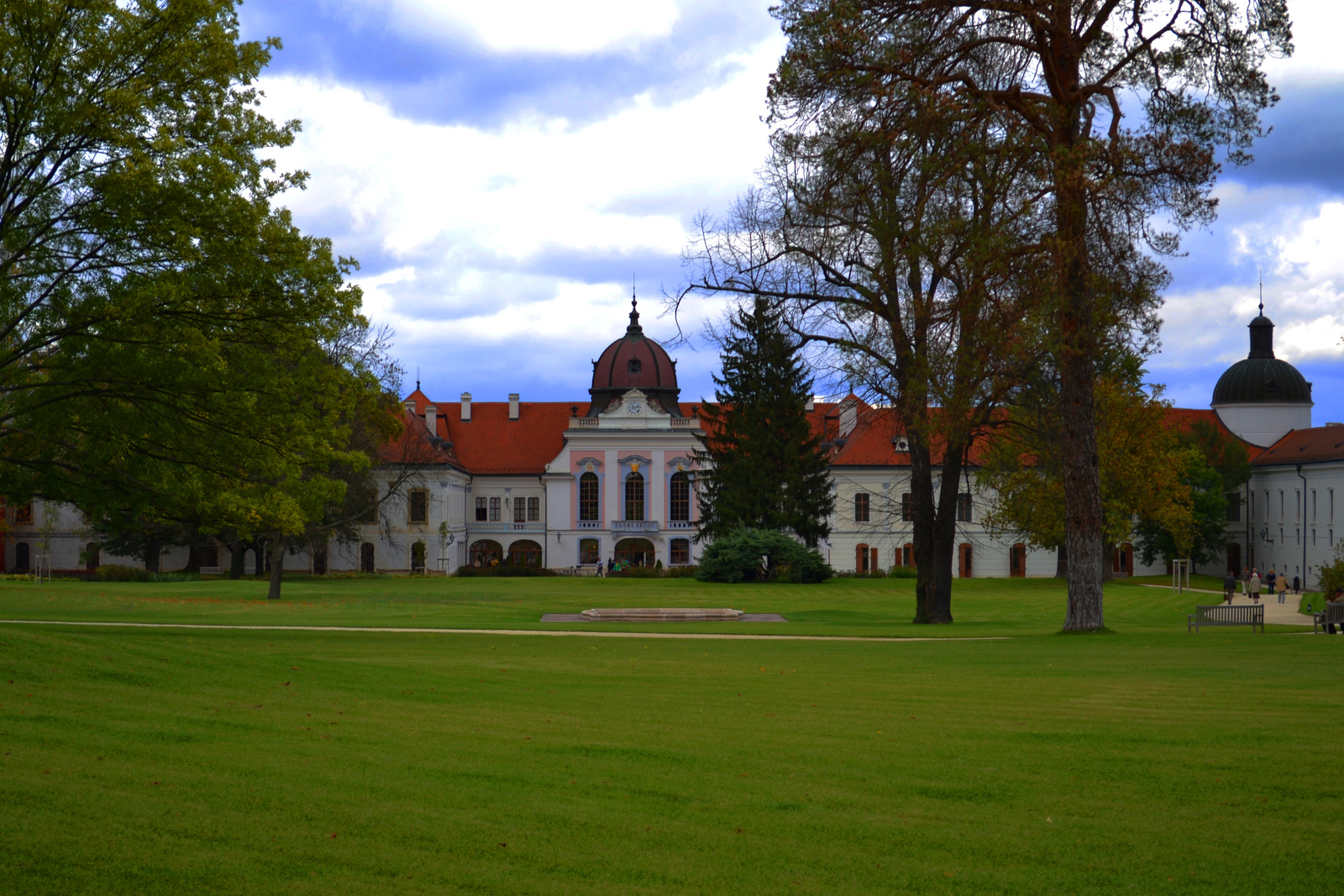
قصر غراشالكوفيتش مقر رئاسة مجلس الاتحاد الأوروبي

عاصمة المجر ، بودابست، هي موطن لأكثر من 100 سفارة وهيئة تمثيلية كممثل سياسي دولي ، تستضيف المجر المقر الرئيسي والإقليمي للعديد من المنظمات الدولية أيضًا ، بما في ذلك المعهد الأوروبي للابتكار والتكنولوجيا ، وكلية الشرطة الأوروبية (CEPOL)، ومكتب مفوض الأمم المتحدة السامي لشؤون اللاجئين ، ومنظمة الأمم المتحدة للأغذية والزراعة ، ومقر المجلس التركي والمركز الدولي للتحول الديمقراطي ، ومعهد التعليم الدولي ، منظمة العمل الدولية، المنظمة الدولية للهجرة ، اللجنة الدولية للصليب الأحمر، المركز البيئي الإقليمي لوسط وشرق أوروبا ، لجنة الدانوب وغيرها.

### القوات المسلحة

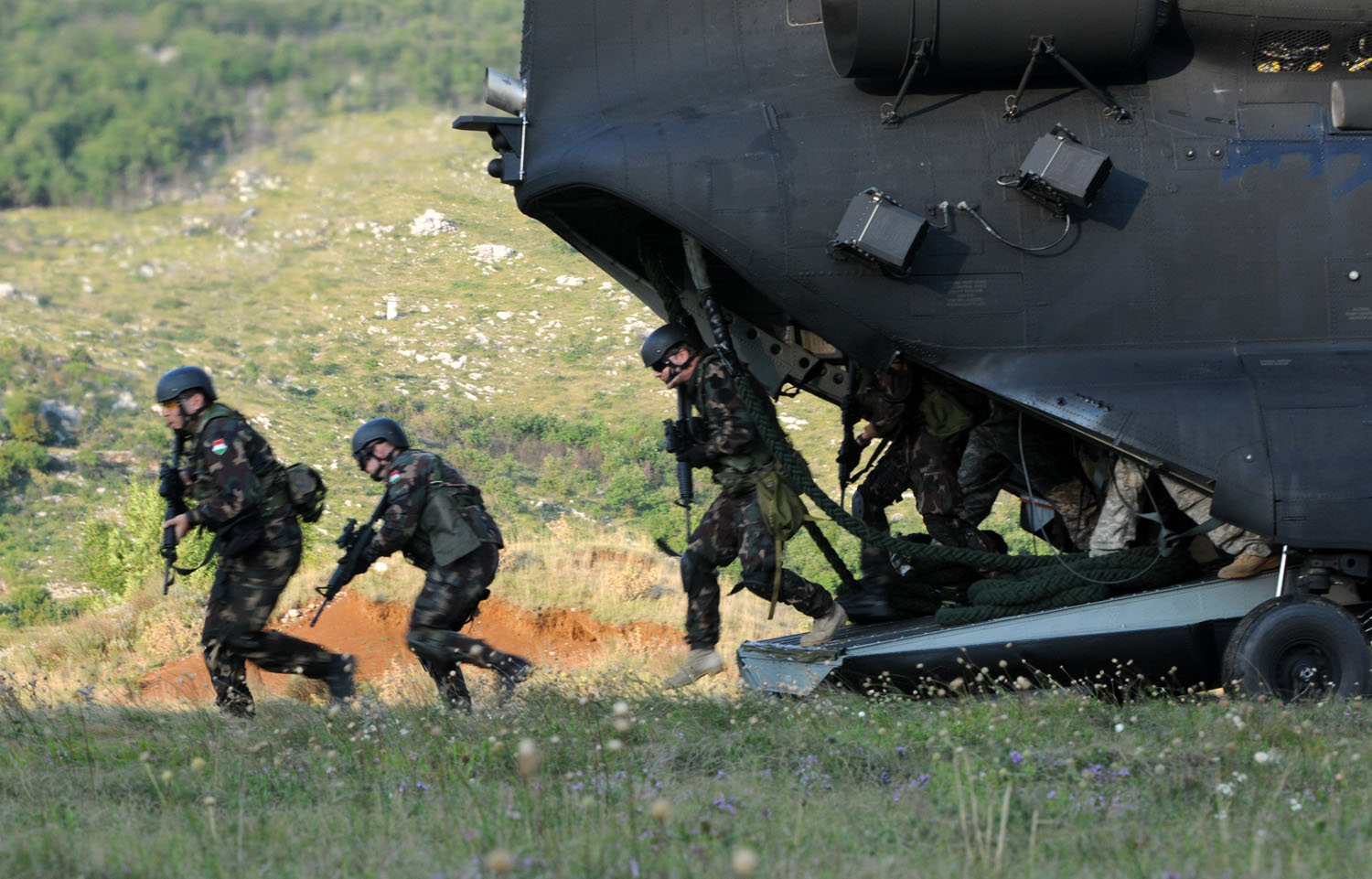
قوات خاصة هنغارية اثناء مناورات في كرواتيا

سجل مؤشر السلام العالمي لعام 2016 المجر من بين الدول تتمتع بالاستقرار والسلام، ورثت المجر التسليح الروسي الشرقي بعد انسحاب القوات السوفيتية وبعد تفكك حلف وارسو وإنضمامها للناتو اتجهت البلاد نحو أنظمة التسليح الغربية وخاصة الأمريكية والألمانية، تحتوي القوات المسلحة على وحدات قتالية احترافية وعتاد جيد وقوي نسبياً مقارنة بدول الجوار، يحمل رئيس الجمهورية لقب القائد العام للقوات المسلحة للبلاد، وتقوم وزارة الدفاع بالاشتراك مع رئيس الأركان بإدارة القوات المسلحة، بما في ذلك القوات البرية الهنغارية والقوات الجوية الهنغارية، منذ عام 2007 تخضع القوات المسلحة الهنغارية لهيكل قيادة موحد وتحتفظ وزارة الدفاع بالسيطرة السياسية والمدنية على الجيش، ميزانية الدفاع والإنفاق العسكري 1,21 مليار دولار أمريكي سنوياً.
- فروع القوات المسلحة الهنغارية

1-القوات البرية المجرية
وهي القوة العسكرِية المعنية بشـؤون العمليات البرية، والمكلفة حسب المهام المُعلنة لها بالدفاع عن أراضي الجمهورية، ومصالحها من التهديدات الخارجية وتتضمن الوحدات والكتيبات العسكرية المختلفة مثل القوات الخاصة والدفاع الجوي وهندسة المتفجرات والتعبئة والتنظيم، تمتلك القوات البرية دبابات من نوع ليوبارد 2 وتي-72 وتستخدم مدرعات من نوع بي تي أر-80 وأوشكوش إم-أي تي في وكوغار وهامفي وتمتلك منظومة سام 6 ومنظومة الميسترال وطائرات نقل جنود من نوع يو إتش-60 بلاك هوك ويوروكوبتر إي سي 725 كاراكال وميل مي-17 ويوروكوبتر إي سي 145.
2-القوات الجوية المجرية

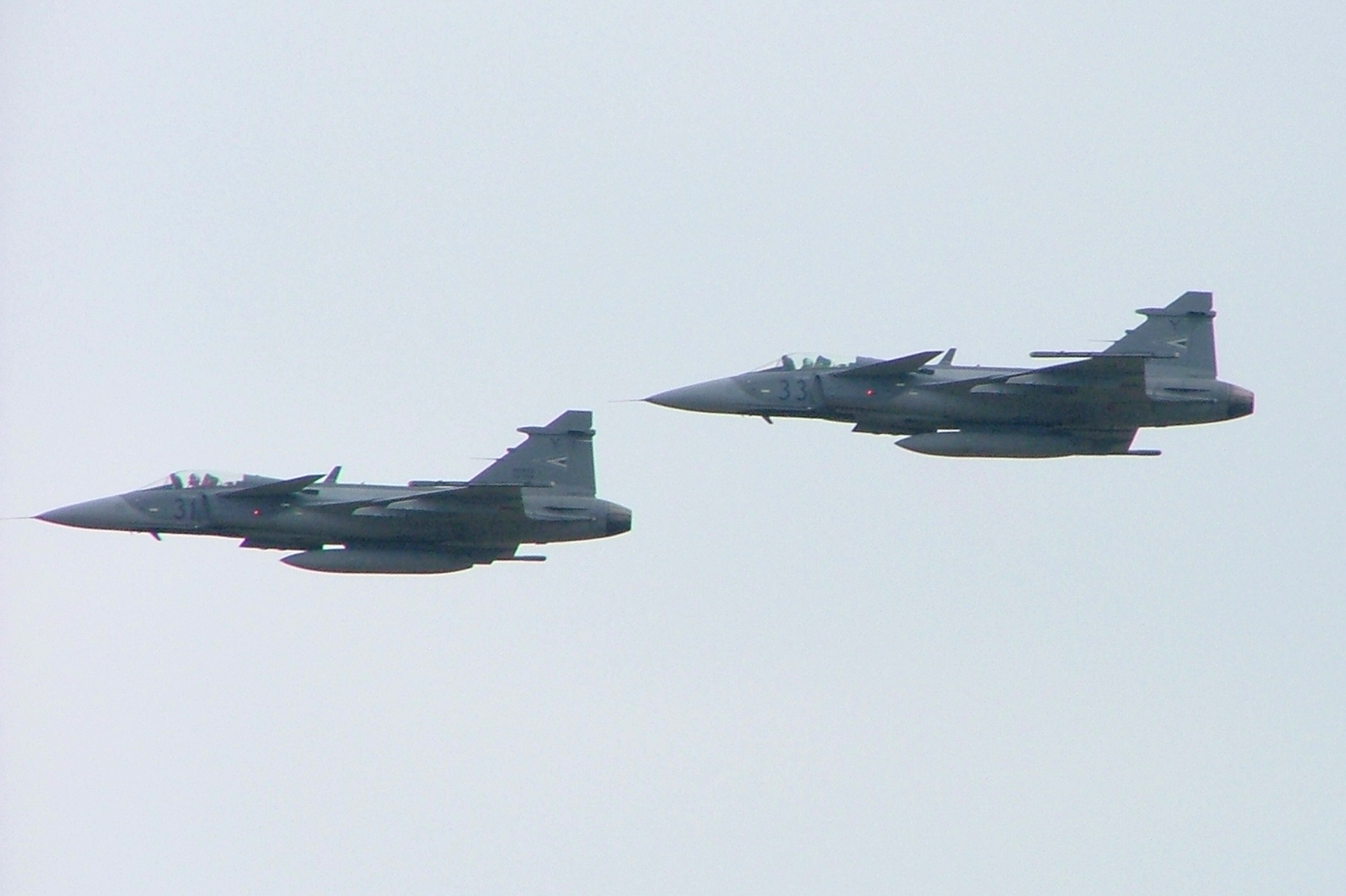
مقاتلات ساب جاس-39 غربين هنغارية

تمتلك القوات الجوية مقاتلات حربية من طراز ساب جاس-39 غربين وهي طائرات قتالية متعددة المهام وطائرات ميكويان ميج-29 وطائرات هيلكوبتر من طراز يو إتش-60 بلاك هوك ويوروكوبتر إي سي 725 كاراكال وميل مي-17 وميل مي-24 ويوروكوبتر إي سي 145 وطائرات تدريب وغيرها، الخدمة العسكرية طوعية، على الرغم من أن التجنيد الإجباري قد يحدث في زمن الحرب، في خطوة هامة للتحديث قررت المجر في عام 2001 شراء 14 طائرة مقاتلة JAS 39 جريبن بحوالي 800 مليون يورو حتى تحل محل طائرات ميكويان ميج-29 المقاتلة.
لدى القوات المسلحة الهنغارية قوات تتمركز في دول أجنبية كجزء من قوات حفظ السلام الدولية، بما في ذلك قوة إيساف بقيادة حلف شمال الأطلسي في أفغانستان، وقوات كافور في كوسوفو، و 160 جنديًا في البوسنة والهرسك، 200 جندي ضمن قوات المراقبون الدوليون في سيناء المصرية، أرسلت المجر 300 وحدة لوجستية قوية إلى العراق من أجل مساعدة الاحتلال الأمريكي بقوافل النقل المسلحة، شاركت القوات الجوية الهنغارية في التدخل العسكري ضد تنظيم الدولة الإسلامية (داعش) ضمن قوة المهام المشتركة – عملية العزم الصلب في سوريا والعراق ضد تنظيم داعش.
خلال القرنين الثامن عشر والتاسع عشر، ارتقت القوات المجرية إلى الشهرة العالمية وكانوا بمثابة نموذج لسلاح الفرسان الخفيف في العديد من البلدان الأوروبية، في 1848-1849 حققت القوات المجرية نجاحات ضد القوات النمساوية المدربة والمجهزة بشكل أفضل، في عام 1872، بدأت الأكاديمية العسكرية لودوفيتشا رسميا تدريب الطلاب العسكريين وتخريج الضباط الأكفاء، وبحلول عام 1873، كان لدى قوات الدفاع بالفعل أكثر من 2800 ضابط و 158,000 رجل تم تنظيمهم في ثمانٍ وستين كتيبة وثمانية وخمسين سربًا، خلال الحرب العالمية الأولى، من أصل ثمانية ملايين رجل حشدتهم الإمبراطورية النمساوية المجرية، مات أكثر من مليون شخص، خلال الثلاثينيات وأوائل الأربعينيات، كانت المجر مشغولة باستعادة الأراضي والسكان الذين فقدوا في معاهدة تريانون في فرساي في عام 1920، تم إدخال التجنيد على أساس وطني في عام 1939. نمت قوة وقت السلم من الجيش الملكي الهنغاري تقدر بحوالي 80000 رجل منظمين في سبع كتائب، خلال الحرب العالمية الثانية كان الجيش المجري الثاني قريبًا من الدمار الشامل على ضفاف نهر الدون في ديسمبر 1942 في معركة ستالينجراد، بعد ذلك تم حشد اللواء الجنوبي للقوات بالكامل البالغ عددها 200,000 في هنغاريا، حيث تم تزويدها بالمدفعية والدبابات والقوات الجوية والصواريخ المتطورة، تعد القوات الخاصة (KMZ) التابعة لسلاح المشاة إحدى أفضل القوات الخاصة في أوروبا والعالم من حيث التدريب، نفذت عملية تحرير رهائن ناجحة في سوريا عام 2012 وعملية تحرير رهائن أخرى في تايلاند عام 2011 وتمت العمليات بتنسيق مشترك مع مركز مكافحة الإرهاب، في عام 2012 تم تأسيس جهاز الأمن القومي العسكري (KNBSZ) وهو الإستخبارات الحربي للبلاد الذي يتعاون بدوره مع مكتب حماية الدستور (المخابرات الداخلي) والمخابرات الهنغارية (المخابرات الخارجي).

## السياحة

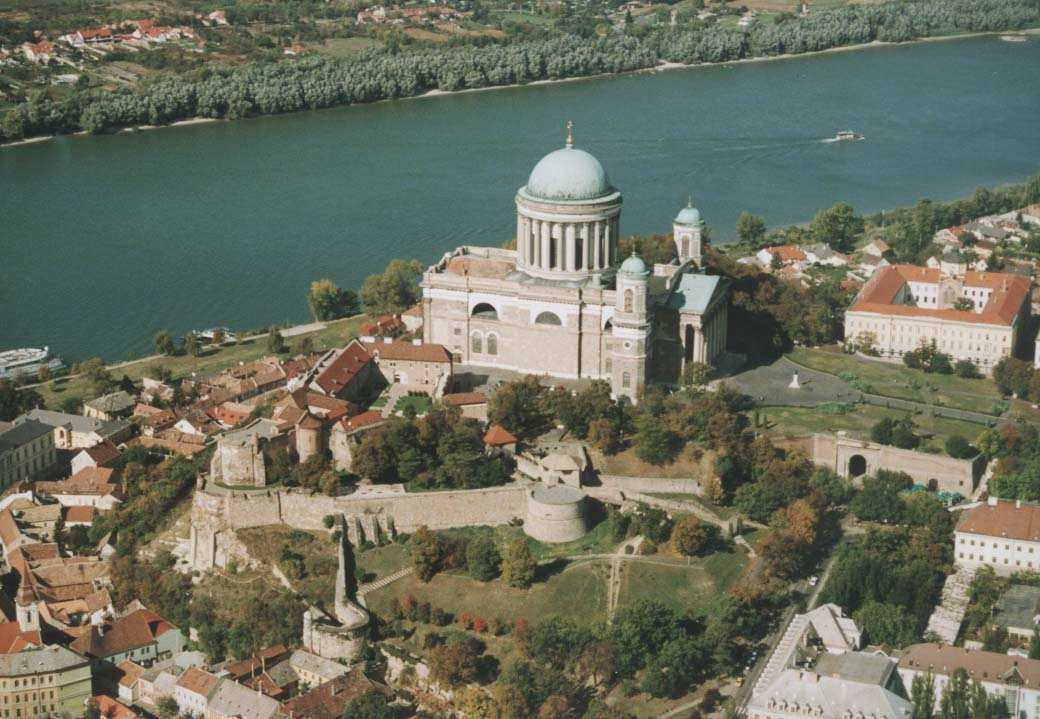
منظر نهر الدانوب من إحدى المناطق المجرية

قصر استيرا

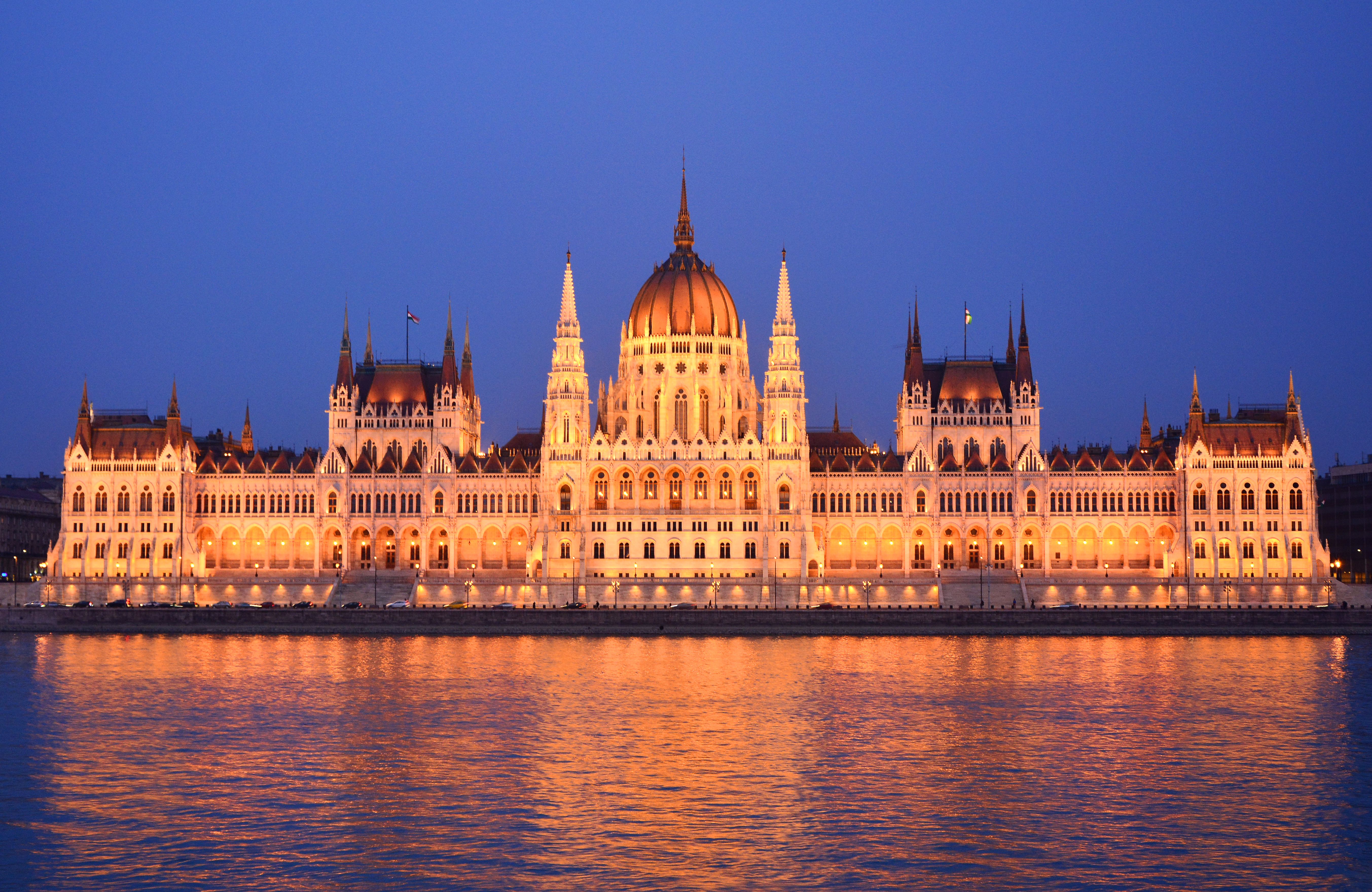
مبنى البرلمان الهنغاري على ضفة نهر الدانوب في بودابست

تشكل المجر مقصداً للسائح المميز الذي يبحث على ما انتجته الحضارات التي مرت عليها وتركت بصمات آثارها الفنية والهندسية والمعمارية في مختلف مدنها وبلداتها التي تزخر بالإرث الثقافي والفني الحضاري، ومن يرغب بزيارتها عليه ان يبدأ من العاصمة بودابست، التي يزورها سنويا نحو 30 مليون سائح من الذين يعرفون قيمة الجمال والطبيعة والحياة الهادئة..
يتوسطها نهر طويل، وتعدّ أكبر مدن البلاد وهي المركز السياسي، والاقتصادي والصناعي ويستطيع السائح الوصول إليها بسهولة عبر وسائل المواصلات المختلفة بسبب موقعها في قلب أوروبا واشتراكها في الحدود مع سبع الدول، بالإضافة إلى مرور نهر الدانوب منها.. يقطن بودابست حوالي مليوني نسمة ما يشكل خمس سكان البلاد، وتنقسم المدينة إلى قسمين: بودا، وبست يفصلهما نهر الدانوب ويرتبطان بنحو تسعة جسور أقدمها وأهمها جسر «السلسلة» الذي يعطي المدينة سحرا خاصا ويعد مبنى البرلمان الهنغاري الذي يجلس بأناقة على الضفة الشرقية لنهر الدانوب ، مثالاً على العمارة القوطية الحديثة ذات عناصر من أسلوب عصر النهضة والباروك.

## التعليم في المجر
حتى وقت قريب، كان التعليم في المجر الإلزامي من سن 6 حتي 16. منذ سبتمبر 1998، ومدة التعليم الإلزامي هو 12 عاما.
حضور رياض الأطفال فقط إلزامي من سن 5 : خلال العام الأخير في رياض الأطفال، يتم إعداد الأطفال للمدرسة.
يتم توفير التعليم الأساسي في المجر من قبل المدرسة (الابتدائي) العامة، خلال دورتين من 4 سنوات. حضور الأطفال العام (الابتدائي) المدرسة حتى سن 14، وبعد ذلك يجب عليهم أن يختاروا مدرسة أخرى.
بعد التغيرات الاقتصادية والاجتماعية وفيما يتعلق تناقص عدد التلاميذ، في التسعينات تمت إعادة هيكلة نظام التعليم في المجر. نتيجة للتغيرات، بعض المدارس (الابتدائي) والمدارس الثانوية العامة وفرت فترات تعليم أطول أو أقصر من السابق. يتلقى الطلاب مجموعة واسعة من الفرص، مثل المدارس الثانوية العامة (الجمباز) تبدأ التعليم لفترات 6 أو 8 سنين إلى جانب الدورات التقليدية التي تستمر لأربع أعوام. جعلت هذه الأنواع الجديدة من المدارس من الممكن أن يختار الشخص مدرسة حتى لو كان بعمر 10 أو 12. وفضل في البداية هذين النوعين من المدارس. ومع ذلك، في نهاية التسعينات، كان مقتصرا على نشر لوائح جديدة. ونتيجة لذلك، لا تقدم هذه المدارس في الوقت الحاضر سوى جزء صغير من التعليم الثانوي.
و فيما يخص التعليم الجامعي فجامعات المجر أحد أعرق وأفضل الجامعات في أوروبا وربما في العالم حيث تكررت الجامعات الهنغارية مراراً وتكرارا في قائمة أفضل 100 جامعة في العالم ومنهم جامعة بودابست للتكنولوجيا و الاقتصاد وجامعة زيجيد وجامعة أوتفوش لوراند وتوجد أيضاً جامعات خاصة شهيرة منها جامعة بودابست متروبوليتان وجود المجر في الاتحاد الأوروبي يعطي شهاداتها الجامعية قيمة أكبر من شهادات الدول التي ليست عضوة في الاتحاد الأوروبي .

## الاقتصاد والبنية التحتية

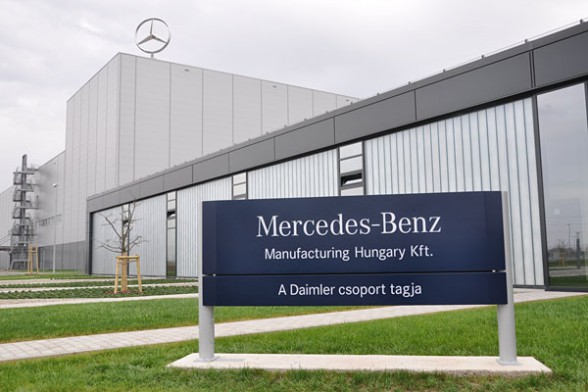
مصنع مرسيدس بنز في كيكسكيميت

اتبعت المجر منذ التغيير السياسي في نهاية الثمانينات، سياسة اقتصادية حرة تشابه مثيلاتها في دول غرب أوروبا. تثبت المجر يوما بعد يوما بأنها ستكون أحد الأسواق الواعدة ضمن الدول التي انضمت حديثا في عام 2004 للاتحاد الأوروبي. تملك المجر، مع التشيك وسلوفينيا، أحد أعلى مستويات المعيشة في شرق أوروبا. يساهم القطاع الخاص بحوالي 80% من الناتج القومي العام للبلاد. تذهب حوالي ثلث الاستثمارات الأجنبية الاجمالية لمنطقة وسط أوروبا للمجر وحدها. بلغت الاستثمارات الأجنبية في البلاد ما نسبته 23 مليار دولار أمريكي منذ الانفتاح الاقتصادي عام 1989. تحاول الحكومة جاهدة خفض نسبة التضخم والبطالة وادخال إصلاحات اقتصادية وضريبية للبلاد، كما أبدت رغبتها في بدء تطبيق اليورو في عام 2010.
جاءت المجر في المركز 35 في مؤشر الابتكار العالمي عام 2023، وتراجعت للمركز 36 في مؤشر 2024.

### الزراعة
أهم المنتجات الزراعية هي القمح، والذرة، وعباد الشمس، والبطاطس، والشمندر السكري، والخنازير، والأبقار، والغنم، والدواجن، ومنتجات الألبان. تصدر المجر الآلات والمعدات والمنتجات الزراعية والغذائية، كما تستورد بشكل رئيسي الآلات والوقود والمواد المعدنية الخام والمنتجات الغذائية. تشكل كل من ألمانيا والنمسا وروسيا وإيطاليا وفرنسا والمملكة المتحدة وهولندا والصين واليابان أهم الشركاء التجاريين للمجر.

## المواصلات
المجر بصفتها عضوا جديدا في الاتحاد الأوروبي، تريد أن تقدم مستوى مرتفع من نظام النقل العام من أجل الجميع، حتى الذين يعيشون في قرية صغيرة أو مدينة كبيرة. ورثت المجر نظامها من الحقبة الشيوعية، عندما كان هناك سيارات خاصة أقل. لحسن الحظ بعد التغيير السياسي تم الحفاظ على هذه النظم لأسباب سياسية اجتماعية، وتم الإبقاء على الأسعار في مستوى منخفض. على سبيل المثال سعر التذكرة المحلي نحو ثلث معظم التعريفات الأوروبية. بيعت خلال العقد الأخير الكثير من السيارات الجديدة والمستعملة في المجر، وهذا زاد من العطف في الطرق الرئيسية والبلدات. الحفاظ على المشاكل المالية ونقص الاستثمارات هي التي تسبب تراجع مستوى الخدمة، ولكن الحكومات والسلطات المحلية تحافظ على الخدمات العامة الرئيسية والخطوط.

### الطريق السريع

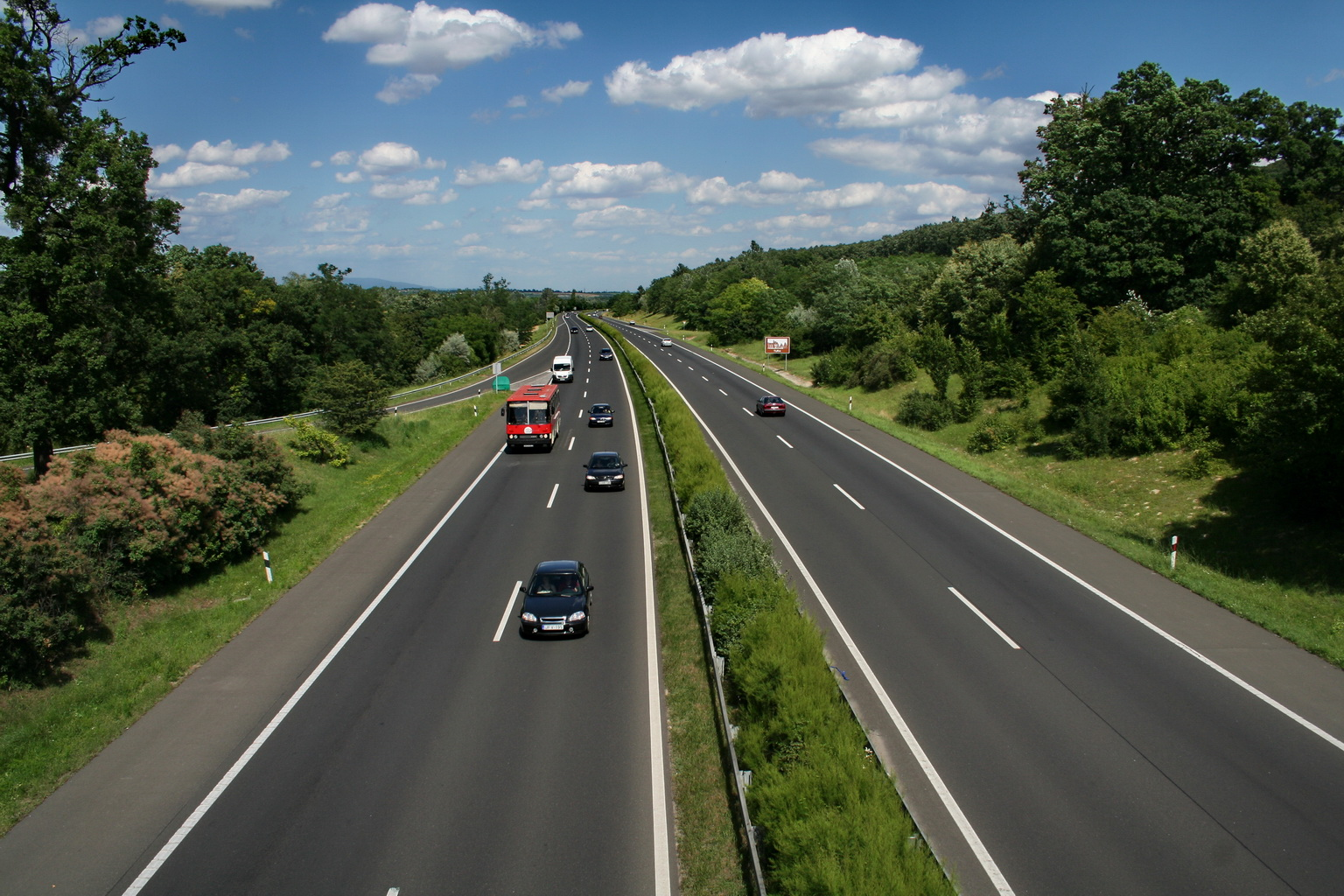
الطريق السريع M3

هناك خمس طرق سريعة رئيسية في البلاد هي: M1، M3، M5، M6، M7. كما يوجد طريق دائري حول بودابست هو M0. يبلغ مجموع طول شبكة الطرق السريعة 542 كم. هناك عدة طرق سريعة تحت البناء حاليا.

### السكك الحديد
تتركز السكك الحديدية حول العاصمة وتديرها بشكل رئيسي شركة السكك الحديدية المجرية (Magyar Államvasutak).

### المطارات

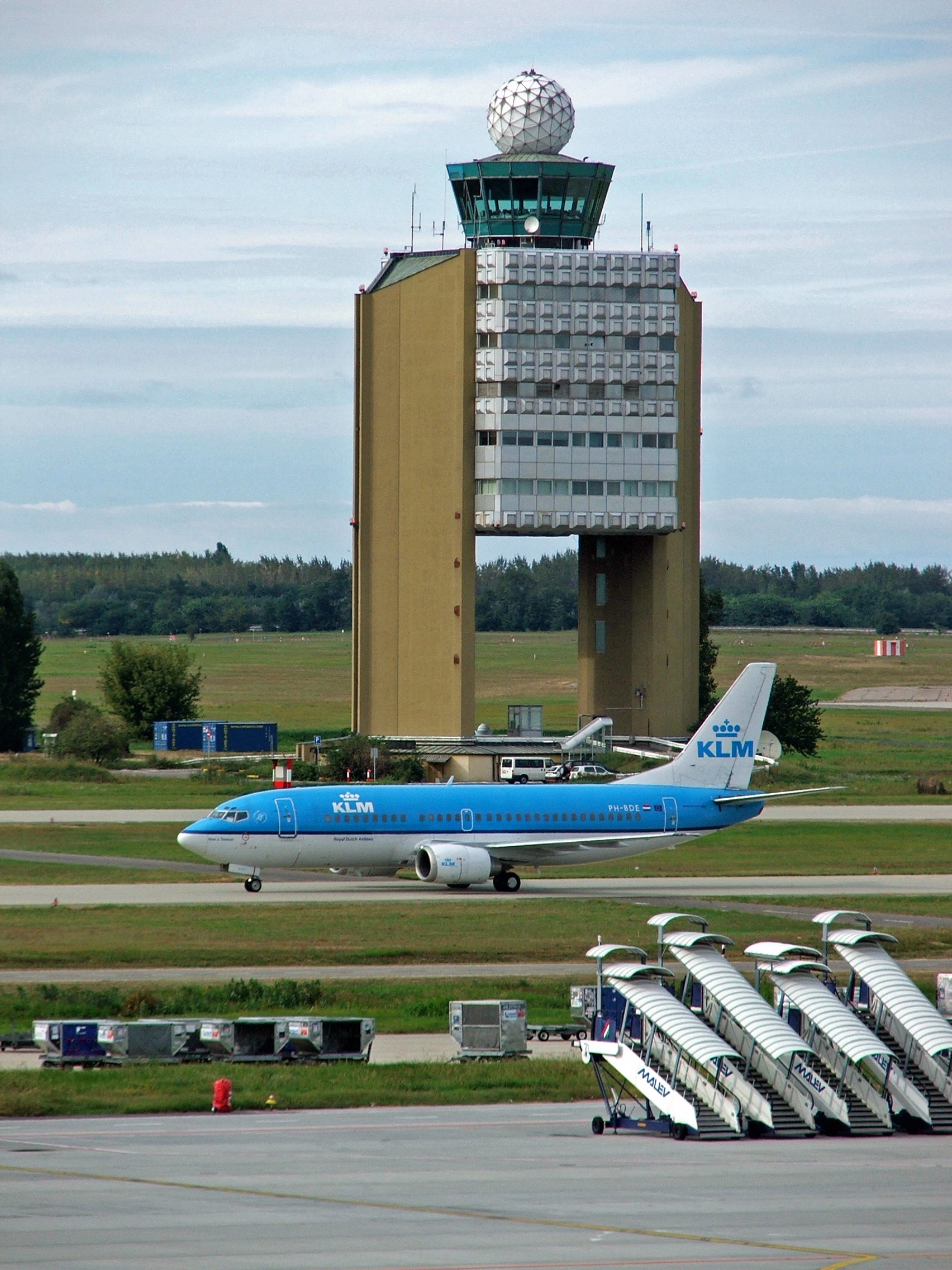
برج المراقبة في مطار بودابست فرانز ليست الدولي

المطار الرئيسي للبلاد هو مطار مطار بودابست فرانز ليست الدولي (Budapest Ferenc Liszt International Airport) الذي يقع جنوب بودابست، تتخذ منه ويز للطيران (WIZZ Air) مقرا لها ويوجد أيضاً مطار دبرتسن وهو ثاني أكبر مطار بعد مطار فيريهغي بودابست، ويوجد أيضاً العديد من المطارات الأصغر حجماً في العديد من المدن.

### الموانئ
ليس للبلاد موانئ بحرية ولكن هناك عدة موانئ نهرية.

## الثقافة
مكتبة كورفينيانا: كانت مكتبة كورفينيانا واحدة من أهم المكتبات الأوربية خلال عصر النهضة، أسسها الملك المجري ماتياس كورفين (1490 - 1458).
قام ماتياس كورفين والذي كان من الأمراء الأقوياء إبان تلك الفترة بجمع ما يناهز 1460 مؤلفا. عند وفاته بلغ عدد المخطوطات 3000 وما يقارب نحو 4000 إلى 5000 مؤلفا وخاصة منها الكلاسيكية اليونانية واللاتينية.مكتبة الكورفينيانا تعدّ أيضا ثاني أكبر مكتبة بعد مكتبة الفاتيكان حيث حازت على إعجاب العديد من معاصريها وساهمت في إغناء حضور العديد من الأمراء الأوروبيين أمثال لورينزو دي ميديشي العظيم. غير أن الغزو العثماني قد عمل على تدمير المكتبة وتشتيت الغالبية العظمى من مؤلفاتها لتحتفظ المجر بعد ذلك بنحو ما يقارب 650 مخطوطة قديمة فقط وموزعة بين المكتبات الوطنية كمكتبة تشيشنيا وبعض المكتبات الخارجية أيضا.
و حاليا تعمل مكتبة تشيشينيا على إعادة دراسة ومعالجة المخطوطات بطريقة رقمية.

### الأدب
يعود سبب عدم انتشار الأعمال الأدبية المجرية لقلة انتشار اللغة المجرية خارج البلاد، التي يعدّها البعض صعبة إلى حدٍّ ما وغير مرتبطة باللغات المحيطة بها. مع ذلك هناك أعمال أدبية واسعة أحد أهمها المسرحية هي تحبّني، التي كانت أَساس الفيلم لك بريد. الشاعر يانوس أراني (Arany) والكتاب ساندور ماراي (Márai) وإمري كيرتيس (Kertész) هم أشهر الأدباء المجر.

### الموسيقى
تتكون الموسيقى المجرية بشكل رئيسي من الموسيقى الفولكلورية وموسيقى كلاسيكية رومانسية وباروك. من أشهر المؤلفين الموسيقيين هم فرانز ليست (Liszt) وبيلا بارتوك (Bartók) وزولتان كودالي (Kodály).

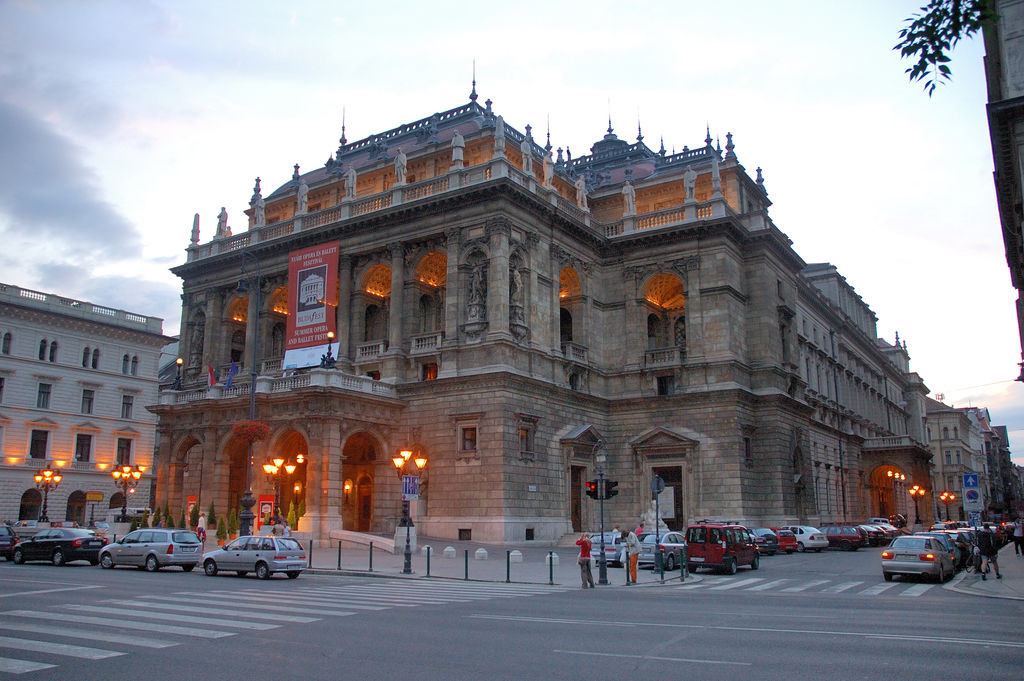
مبنى الأوبرا الشهير في بودابست

### المطبخ
الأطباق التقليدية المجرية مثل طبق الغولاش المشهورة عالميًا (gulyás) تظهر بشكل بارز في المطبخ المجري، وغالبًا ما يتم طهي الأطباق بالفلفل الأحمر (مسحوق الفلفل الأحمر)، وهو ابتكار مجري، الذي تم الحصول عليه من نوع خاص من الفلفل، هو واحد من أكثر التوابل شيوعًا في المطبخ المجري ثم إنتقل إلى العديد من ثقافات المطابخ العالمية، غالبًا ما تستخدم الكريمة الحامضة الهنغارية الثقيلة المسماة (Tejföl) لتليين نكهة الأطباق، حساء السمك النهري الشهير المجري المعروف باسم حساء الصياد أو (halászlé) عادة ما يكون خليطًا غنيًا من عدة أنواع من الأسماك المسلوقة أو المشوية.

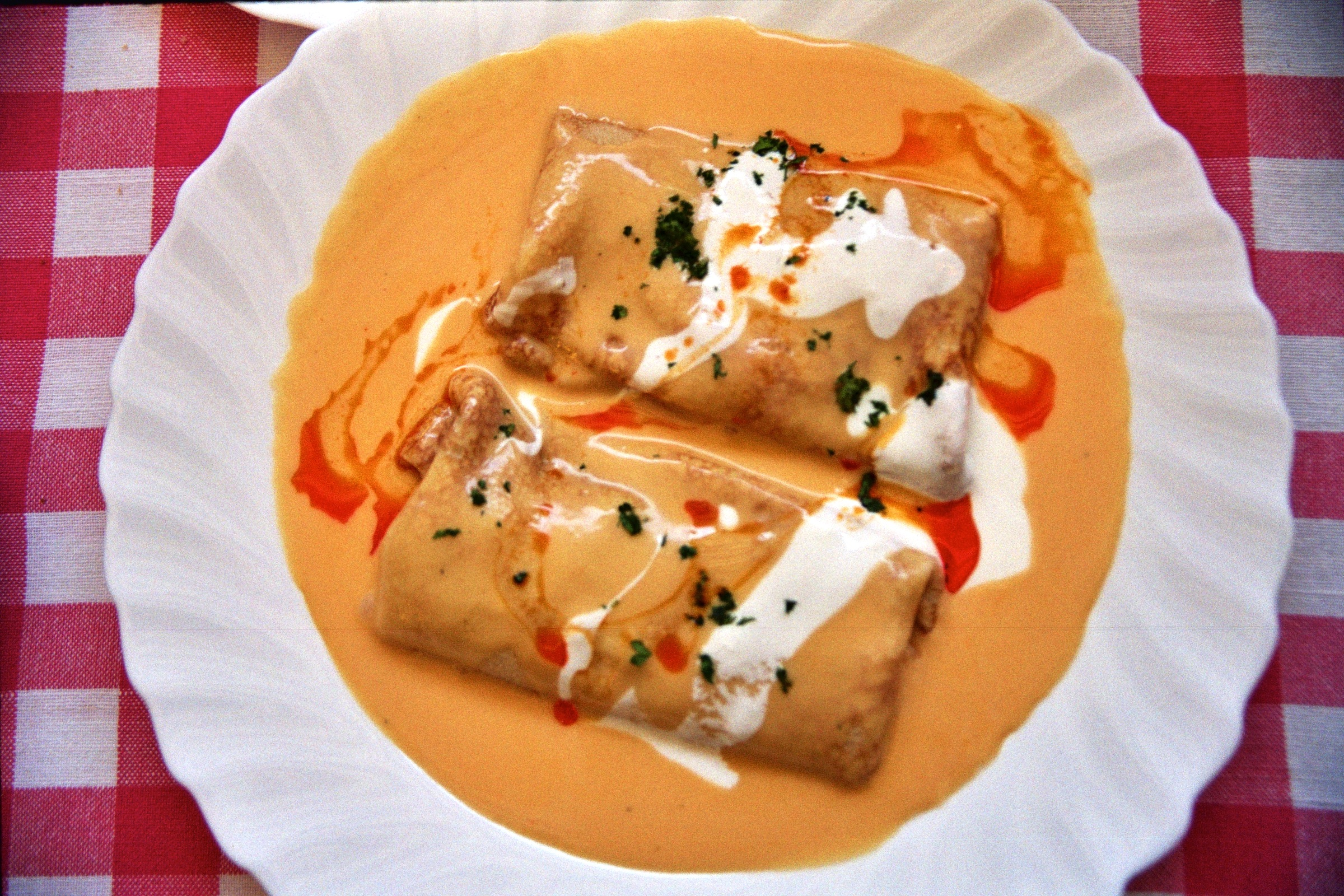
فطائر كريب الهورتوباني

تشمل الحلويات كعكة (Dobos) الشهيرة وفطيرة اليرتاش (rétes) المحشوة بكريمة التفاح أو الكرز ، وكرات الروم الهنغارية مع جوز الهند، وفطائر البرقوق (szilvás gombóc)، وفطائر (somlói) الشهيرة، حساء الحلوى مثل حساء الكرز الحامض المبرد وهريس الكستناء الحلو ، (gesztenyepüré) والكستناء المطبوخة المهروسة بالسكر والروم ومقسمة إلى فتات مغطاة بالكريمة المخفوقة.

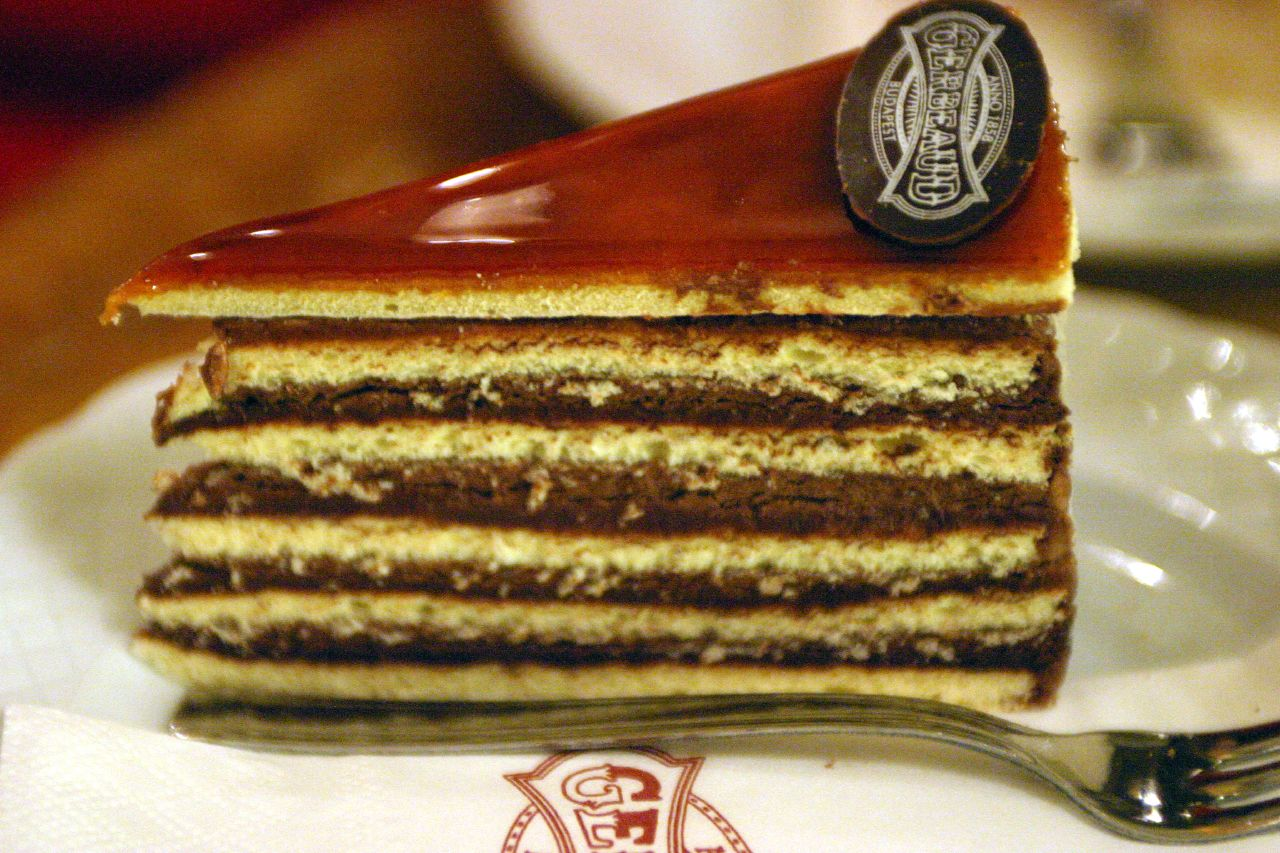
قطعة من كعكة الدوبوش

تشتهر المجر بصناعة النبيذ، وقال هيو جونسون في كتابه الشهير (تاريخ النبيذ)، أن أراضي المجر مثالية لصنع النبيذ، ويمكن تقسيم البلاد إلى ست مناطق نبيذ: شمال ترانسدانوبيا، بحيرة بالاتون، جنوب بانونيا، منطقة دونا أو ألفولد، المجر العليا وتوكاج هيغاليا، جلب المجريون معرفتهم في صناعة النبيذ من الشرق، طبقًا لـابن رسته فإن القبائل المجرية كانت على دراية بصناعة النبيذ قبل الغزو المجري لحوض الكاربات.

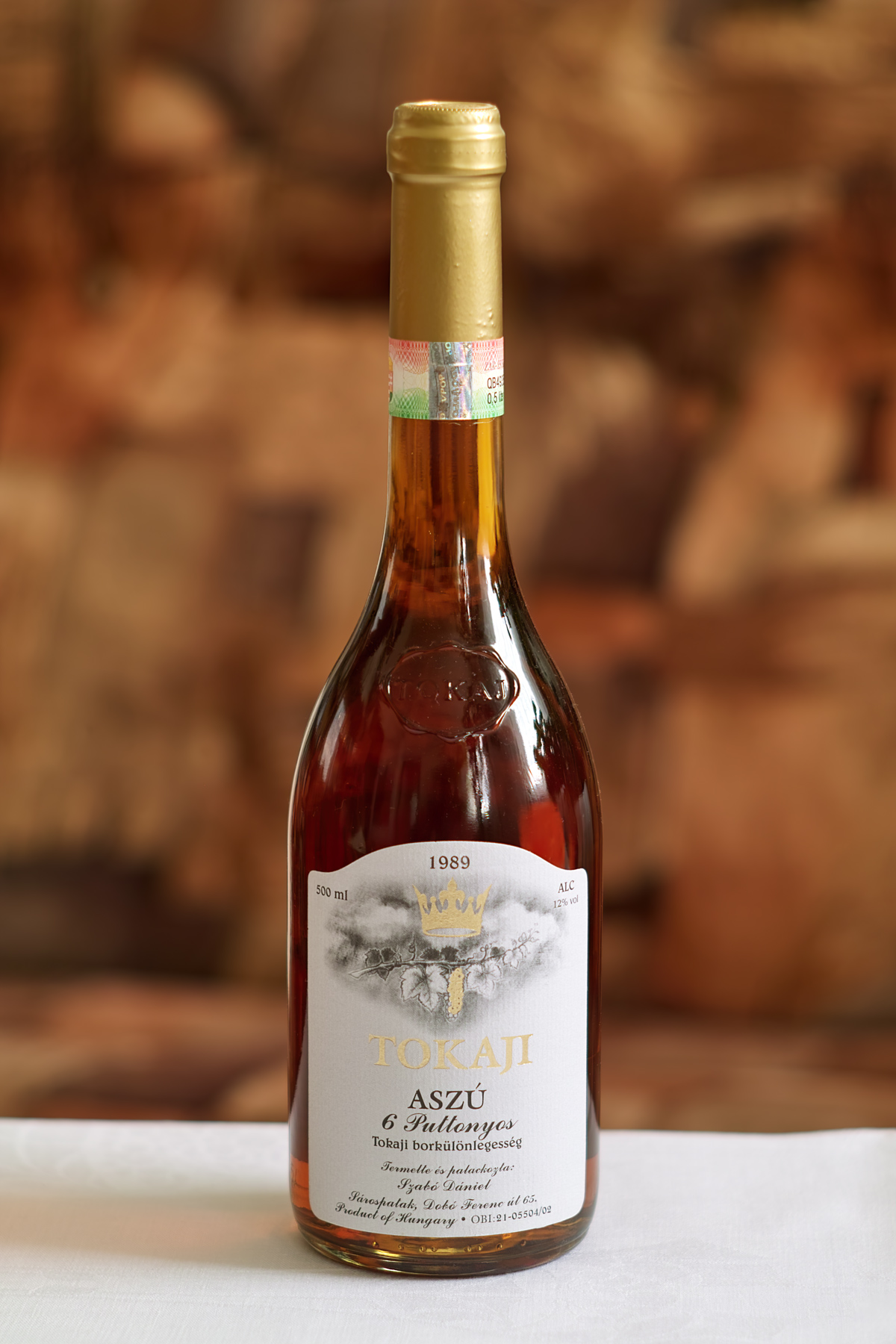
نبيذ توكاجي الشهير ، أطلق عليه لويس الرابع عشر منلك فرنسا لقب (ملك الخمور)

لأكثر من 150 عامًا، تم استخدام مزيج من 40 عشبة مختلفة لإنشاء شراب يونيكوم (Unicum) الشهير هو شراب مُسكر مرير داكن اللون يمكن شربه كمنبت أو بعد تناول الطعام، مما يساعد على الهضم.

### العلماء

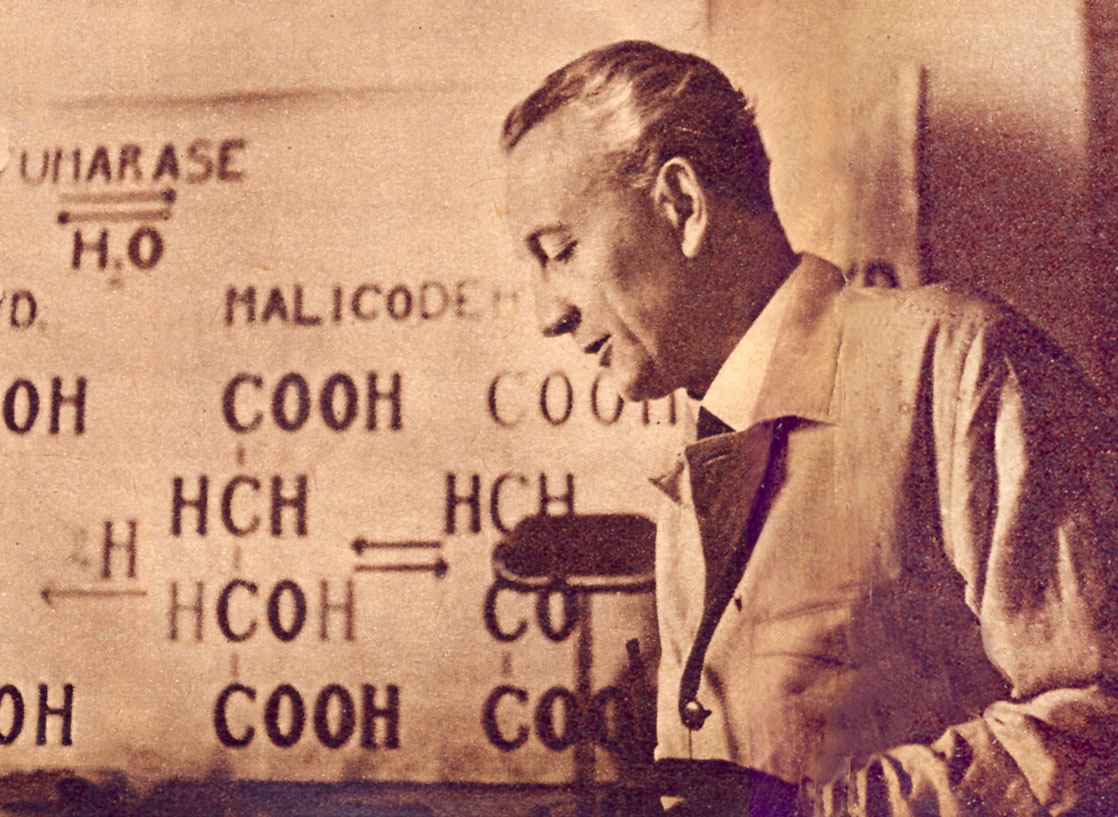
ألبرت ناجيرابولت

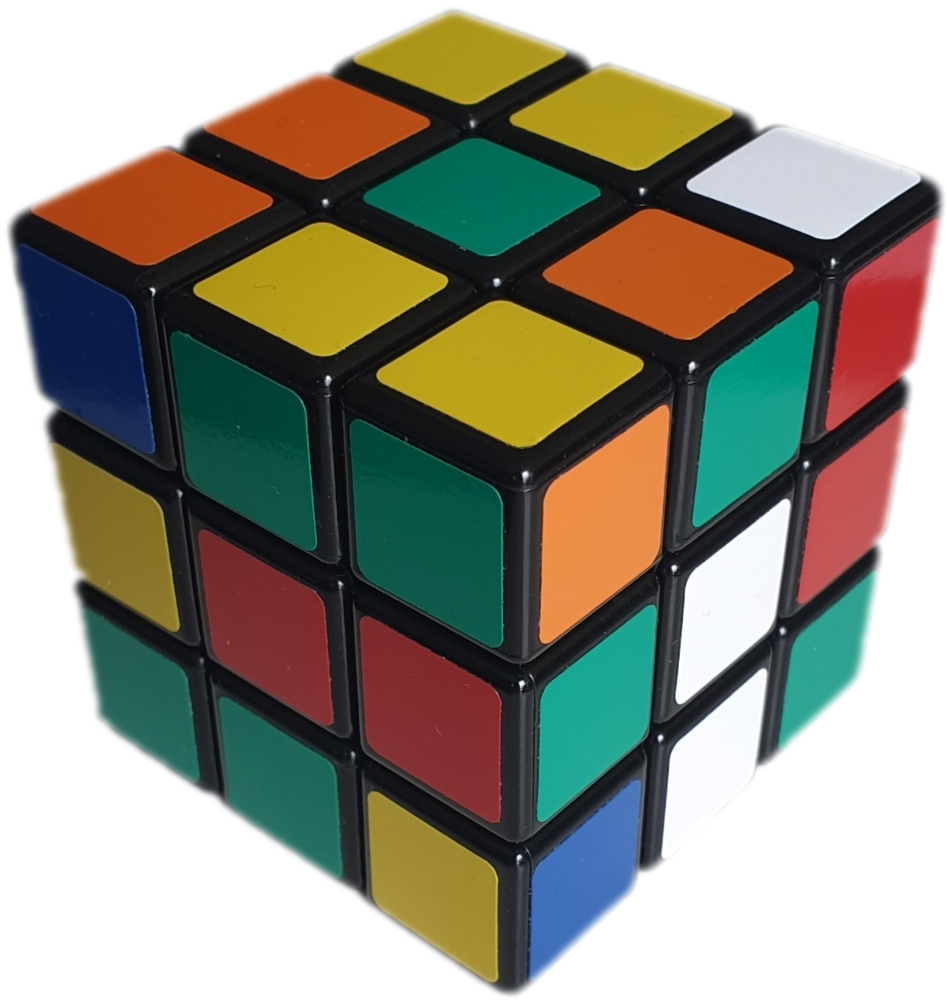
مكعب روبيك

تعتبر إنجازات المجر في العلوم والتكنولوجيا كبيرة، وتشكل جهود البحث والتطوير جزءًا لا يتجزأ من اقتصاد البلاد، أنفقت المجر 1.4٪ من ناتجها المحلي الإجمالي على البحث والتطوير في عام 2015م ، ويعتبر أعلى 25 نسبة إنفاق على البحث التطوير في العالم، وتحتل المجر المرتبة 32 من بين أكثر البلدان ابتكارًا في مؤشر بلومبرج للابتكار ، وضع مؤشر الابتكار العالمي المجر في المرتبة 33 بين دول العالم في 2016 ، في عام 2014م ، أحصت المجر 2,651 باحثًا متكافئًا لكل مليون نسمة، وإستفادت صناعة التكنولوجيا الفائقة في المجر من القوى العاملة الماهرة في البلاد والوجود القوي لشركات التكنولوجيا العالية ومراكز البحث الأجنبية ومن البعثات العلمية المجرية إلى الخارج، تمتلك المجر أيضًا أحد أعلى معدلات براءات الاختراع المودعة، وهي سادس أعلى نسبة لمخرجات التكنولوجيا العالية والمتوسطة في إجمالي الناتج الصناعي، وهي ثاني أعلى 12 شركة في تدفق الإستثمار الأجنبي المباشر ، وتحتل المرتبة الرابعة عشرة في المواهب البحثية في الشركات التجارية ولديها المرتبة 17 كأفضل نسبة كفاءة ابتكار في العالم وحصل 12 عالمًا مجريًا على جائزة نوبل.
من أشهر العلماء المجر: ألبرت ناجيرابولت (Szent-Györgyi Albert) كان له الفضل في اكتشاف فيتامين سي (C) ومكونات حمض الستريك وتفاعلاته، بول إيردوس (Erdös) وجون فون نويمان (von Neumann) كبير علماء الرياضيات في مشروع مانهاتن ويوجين ويغنر (Wigner). كما يرجع الفضل للعلماء المجر في اختراع القنبلة الهيدروجينية ومكعب روبيك ولغة الكمبيوتر بيسك واختراع القلم الحبر الجاف الذي إخترعه العالم المجري لاديسلاو جوزيف بيرو وهندسة الرياضيات الغير-الإقليدية، واختراع محرك القطار الكهربائي ومرشح كالمان نسبةً لمكتشفه العالم المجري رودولف كالمان.

### السباحة
يعرف المجريون بولعهم برياضات الماء كالسباحة، بولو المياه والتجديف، العجيب في الأمر أن المجر غير مطلة على أية بحار ولكن بها العديد من البحيرات، وخاصة تلك منها المعدنية الحارة، التي يقصدها أيضا السياح الأوروبيين.

### الرياضة
كان منتخب المجر لكرة القدم من المنتخبات القوية في منتصف القرن العشرين، وأحرز المركز الثاني في بطولات كأس العالم لمرتين عامي 1938 و 1954.
هذا ويعدّ اللاعب الراحل بوشكاش هو أفضل لاعب كرة قدم في تاريخ المجر خلال حقبة الأربعينات والخمسينات في القرن الماضي وهو العصر الذهبي للمجر
ومن مشاهير اللاعبين أيضا هيديكوتي الذي درب نادي الأهلي المصري في حقبة التسعينات من القرن الماضي.
في عام 1961 احتل الرباع المجري «فيريش ديوزو» المركز الأول في بطولة بودابست لرفع الأثقال بعد تحطيمة الرقم العالمي برفع 115 كيلوجرام عبر كتفة بنجاح...اسم التمرين بالإنجليزية "Overhead press" بذلك يكون أول من رفع 115 كيلوجرام عبر الكتف.